# المسيحية في إيطاليا

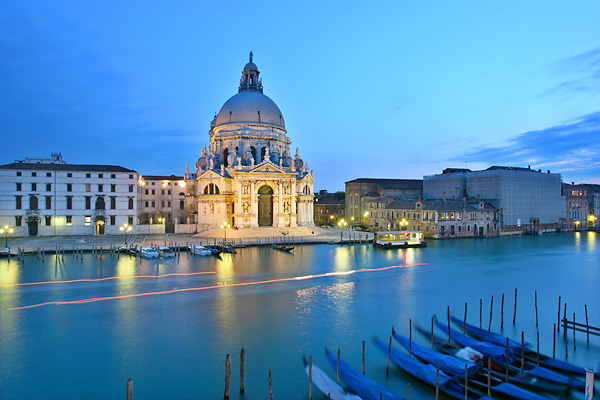
كنيسة سانتا ماريا ديلا سالوتي، البندقية.

المسيحية في إيطاليا هي الديانة السائدة والمهيمنة، الغالبية العظمى (91.1%) من سكان إيطاليا من المسيحيين. الكنيسة الرومانية الكاثوليكية هي أكبر طائفة مسيحية في إيطاليا. وفقاً لمسح عام 2005 من قبل يوريسبس قال 87.8% من السكان أنهم كاثوليك ومنهم فقط 36.8% يعتبرون أنفسهم ممارسين للكاثوليكية و30.8% قالوا أنهم حضروا الكنيسة كل يوم أحد، واستنادًا إلى إحصائيات عام 2001 أظهرت أنّ 97.67% من سكان إيطاليا تلقوا سر العماد وعُمِّدوا في الكنيسة الكاثوليكية.
تمتلك إيطاليا ثقافة مسيحية غنية بوجود العديد من القديسين والشهداء والباباوات الطليان؛ وازدهر الفن الروماني الكاثوليكي في إيطاليا في العصور الوسطى وعصر النهضة والباروك مع فنانين إيطاليين مثل ميكيلانجيلو وليوناردو دا فينشي ورافاييل وكارافاجيو وفرا أنجيليكو وجان لورينزو برنيني وساندرو بوتيتشيلي وتينتوريتو وتيتيان وجيوتو. تعتبر الهندسة المعمارية الكاثوليكية في إيطاليا غنية أيضاً ومثيرة للإعجاب، فهناك كنائس وكاتدرائيات مثل كاتدرائية القديس بطرس وكاتدرائية فلورنسا وكنيسة القديس مرقس، وتأتي إيطاليا (126) في مقدمة الدول الأوروبية التي تضم أكبر عدد من الكنائس الكاثوليكيَّة الموجودة في قائمة مواقع التراث العالمي لليونسكو. وفقًا للتقاليد المسيحية يعتبر كل من فرنسيس الأسيزي وكاترين السينائيّة رعاة إيطاليا.

## تاريخ

### القرون الأولى

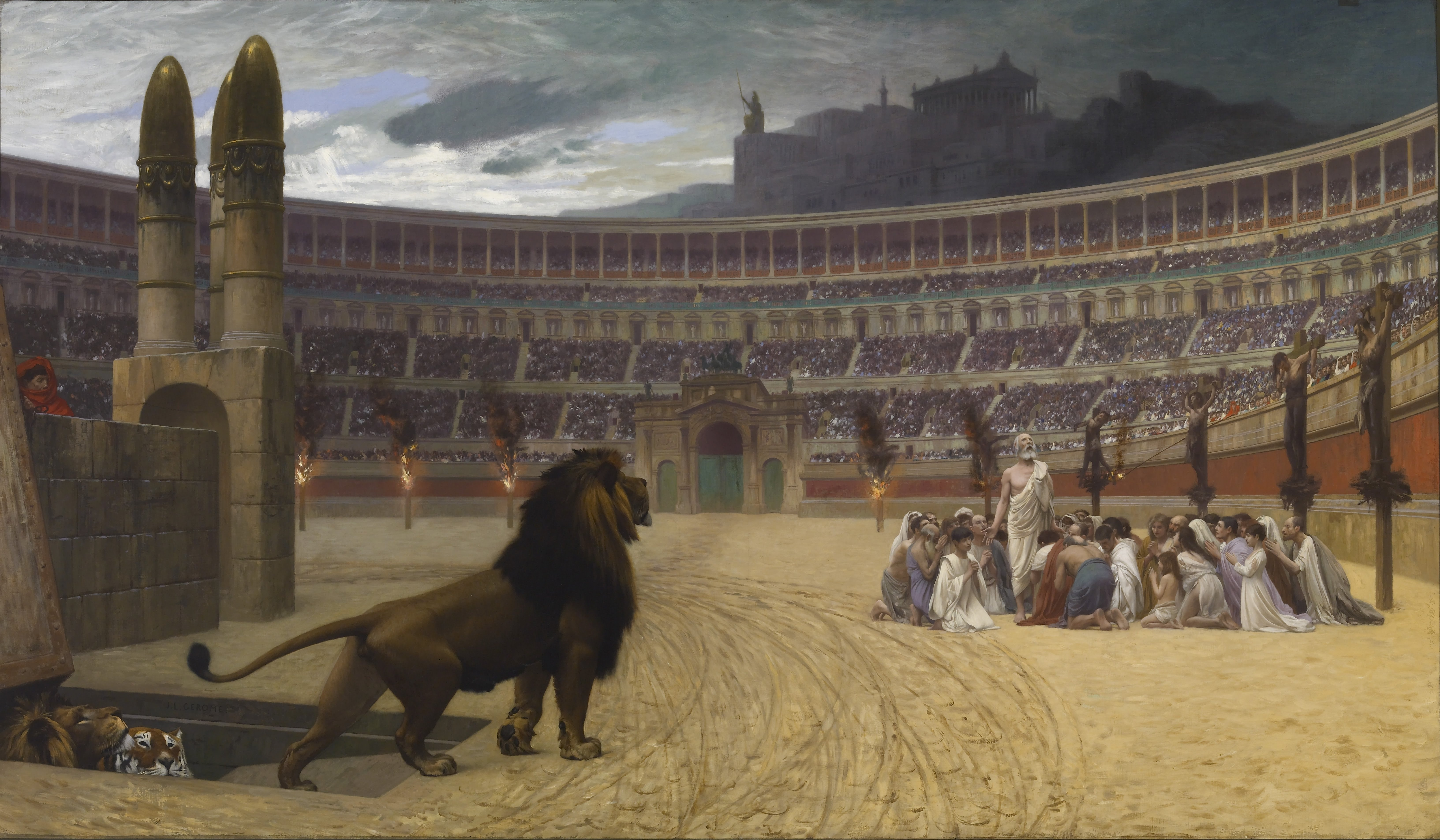
الصلاة الأخيرة لمسيحين خلال أحد حفلات التعذيب في الكولسيوم، روما لوحة لجان ليون جيروم سنة 1834.

تلا مجمع أورشليم عدة أسفار لبولس نحو اليونان ومقدونيا، وأراد السفر إلى روما وهو ما تحقق له لاحقًا حوالي عام 59، لكن تاريخ وجود المسيحيين في روما يسبق ذلك إذ وجه بولس نفسه رسالة لهم سنة 57، وينقل التقليد المسيحي أن بطرس هو من أسس كنيسة روما بعد أن أسس كنيسة أنطاكية، وقضى هناك سنواته الأخيرة حتى مقتله عام 64 أو 67 خلال حريق روما الكبير واضطهاد نيرون للمسيحيين. وغاد بولس روما عام 62 متوجهًا إلى إسبانيا لكنه عاد إليها مجددًا حيث سجن وكتب من سجنه حوالي عام 66 أو 67 آخر رسائله وهي الرسالة الثانية إلى تيموثاوس قبل أن يقتل خلال اضطهاد نيرون للمسيحيين.
إن المسيحيين في القرون الثلاث الأولى كانوا جماعة محظورة في ظل الإمبراطورية الرومانية ولم يكن لديهم أي نشاط رسمي أو أبنية واضحة والكثير من الأبنية والكنائس، كانت سرية ومبنية في الضواحي البعيدة عن قلب روما، إن المشكلة الأساسية التي عانت منه كنيسة القرنين الثاني والثالث تمثلت في الاضطهادات الرومانية؛ فمنذ صدور مرسوم طرد المسيحيين من روما حوالي العام 58 وحتى العام 312 عانى المسيحيون من شتى أنواع الاضطهاد كان أقساها اضطهاد نيرون الذي شمل حريق روما، دومتيانوس الذي استمر سبعة وثلاثين عامًا، وخلال فترة تراجان، ماركوس أوريليوس، سبتيموس سيفيروس، ماكسيمين، ديكيوس، جالينوس، أوريليان، دقلديانوس وهي ما تعرف عمومًا في التاريخ المسيحي باسم الاضطهادات العشر الكبرى؛ لكن الأمور أخذت بالتحسن مع منشور غاليريوس التسامحي.
بيد أن الوضع قد تغير مع مرسوم ميلانو عام 313 والاعتراف بالمسيحية كأحد أديان الإمبراطورية ومنح حقوق لمعتنقيها؛ ومن ثم تحولها إلى دين الامبراطورية الرسمي في عهد الإمبراطور قسطنطين، الذي قدم قصر لاتران كهدية لأسقف روما، وهو المقر البابوي الأول قبل الانتقال إلى الفاتيكان.

### العصور الوسطى

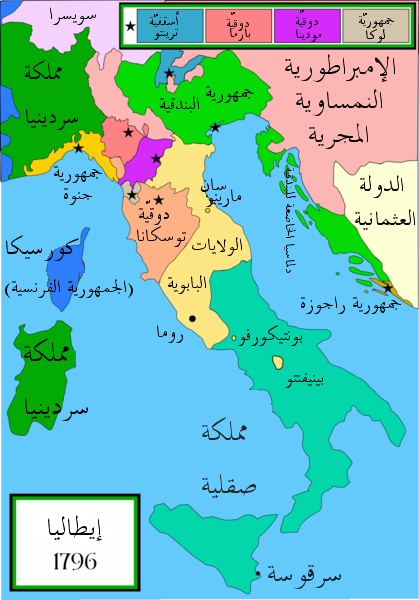
الولايات البابوية باللون البطيخي وسط إيطاليا، نهاية القرن الثامن عشر.

منذ بداية القرن السادس ولمدة تفوق الألف عام، كانت الدولة البابوية تسيطر على مناطق واسعة من شبه الجزيرة الإيطالية؛ ودعيت هذه المناطق باسم الولايات البابوية وكانت تخضع مباشرة لحكم الكرسي الرسولي؛ وقد شملت حدود الدولة البابوية إضافة إلى روما مناطق ماركي وأومبريا ولاتسيو؛ وكانت واحدة من ست دول أخرى شكلت فيما بعد إيطاليا المعاصرة. بين الأعوام 537 حتى عام 752 هيمنت الإمبراطورية البيزنطية على البابوية في روما، وهي حقبة دُعيت باسم البابوية البيزنطية، حيث تتطلب من الباباوات موافقة الإمبراطور البيزنطي لتكريس الأساقفة، وتم اختيار العديد من الباباوات من اليونان البيزنطية وسوريا البيزنطية وصقلية البيزنطية. عند قيام جستينيان الأول بغزو شبه الجزيرة الإيطالية في الحرب القوطية بين عام 535 وعام 554، قام بتعين الباباوات الثلاثة المقبلين، وهي ممارسة أستمرت من قِبل خلفائه حتى عام 752. وتحت حكم الباباوات البيزنطيين تشكلت ثقافة مميزة عبارة «بوتقة انصهار» من التقاليد المسيحية الغربيَّة والشرقيَّة في روما، والتي انعكست على الأدب والفن، فضلاً عن القداس. وشهدت روما «طفح ثقافي قصير» في أوائل القرن السادس نتيجة لترجمة الكلمات اليونانية إلى اللاتينية، والذي رافقه صعود طبقة فكرية تتحدث باللغتين بطلاقة. وهيمن التجار البيزنطين على الحياة الاقتصادية في روما خلال هذه الحقبة. والذي أدى هذا إلى ازدهار التجارة بين الإمبراطورية البيزنطية وطرق التجارة التقليدية إلى روما، مما جعل المدينة «عالمية» في تكوينها. وقام التجار البيزنطيين الشرقيين، بما في ذلك اليونانيين والسوريين والمصريين السيطرة على بنك التبير.
إن السبب الرئيسي في نشوء الولايات البابوية هو انتقال عاصمة الإمبراطورية الرومانية إلى القسطنطينية، ما أدى إلى ضعف سيادة الإمبراطورية في روما، يضاف إلى ذلك ملكية الكنيسة لمساحات شاسعة من الأراضي الزراعية وأراضي الأوقاف فضلاً عن الأديرة؛ هذه الأملاك حصلت عليها الكنيسة بشكل أساسي من تبرعات الأثرياء والهبات المقدمة في الكنائس، ويضاف إلى هذه الأسباب أيضًا شعبية البابا في روما وتنامي سلطته السياسية؛ ولم يكن تشكيل الولايات البابوية، قد حدث بشكل سلمي، إذ قد اندلع القتال بين البابا غريغوري الثاني والإمبراطور ليون الثالث، وانتهت الحرب لمصلحة البابا، لكن نفوذ القوط أو الإمبراطورية الرومانية المقدسة، كانت قد تزايدت بشكل واسع في أوروبا، وعندما هاجموا إيطاليا، تولى البابا الدفاع عن روما والأراضي المجاورة، واستطاع صد هجوم الإمبراطورية الرومانية المقدسة وأبرم معها اتفاقًا تضمن تراجع القوط عن روما والأراضي المجاورة؛ كذلك فقد تضمن الاتفاق حياد الكرسي الرسولي المطلق فيما يخص النزاع بين القوط والبيزنطيين؛ كانت تلك اللحظة الحاسمة في نشوء الولايات البابوية فعلى الرغم من أنّ هذه الولايات ظلت تتبع نظريًا للإمبراطورية البيزنطية إلا أنها كانت فعليًا قد نالت استقلالها الكامل وأبعدت في الوقت ذاته مخاطر الإمبراطورية الرومانية المقدسة عن حدودها.

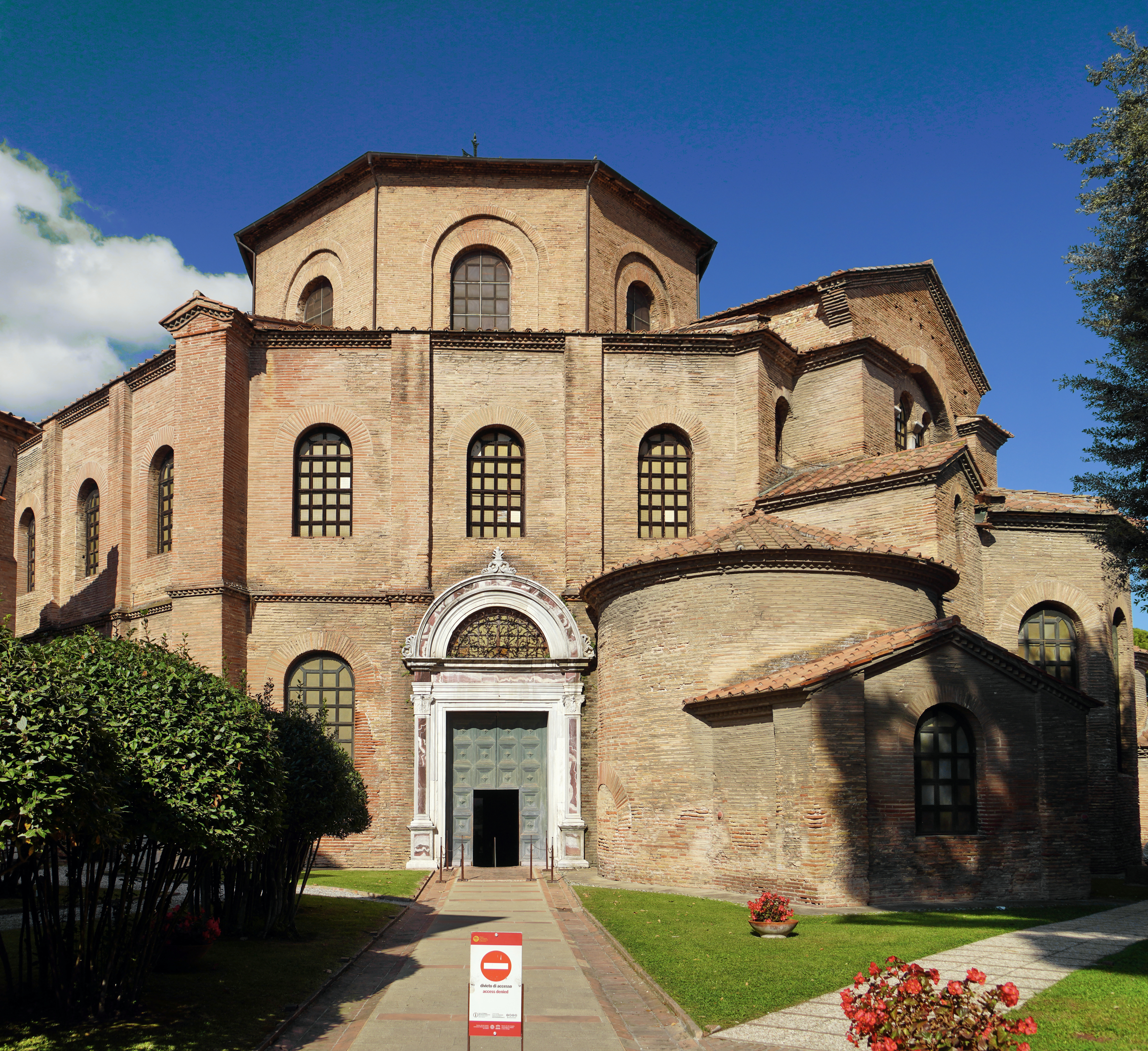
كنيسة القديس فيتالي في رافينا؛ وتُعد أفضل نموذج للفن البيزنطي خلال حقبة البابوية البيزنطية.

جرت الحرب القوطية بين القوط الشرقيين والإمبراطورية الرومانية الشرقية والتي تعرف أيضاً باسم الإمبراطورية البيزنطية. كانت صقلية الجزء الأول من إيطاليا الذي سيطر عليه الجنرال بيليساريوس بتكليف من الإمبراطور الشرقي جستنيان الأول. وفيما بعد كانت صقلية قاعدة للبيزنطيين للاستيلاء على ما تبقى من إيطاليا حيث سقطت نابولي وروما وميلانو وعاصمة القوط الشرقيين رافينا في غضون خمس سنوات. مع ذلك فإن ملك القوط الشرقيين الجديد توتيلا قاد جيوشه إلى جنوب شبه الجزيرة الإيطالية ونجح في احتلال صقلية عام 550. توتيلا بدوره هزم وقتل في معركة تاجيناي على يد جيو القائد البيزنطي نارسيس عام 552.
عرض أيوفيميوس سيادة صقلية على زيادة الله الأغلبي أمير تونس مقابل عودته إلى صقلية ومنحه منصب جنرال. فأرسل زيادة الله الأغلبي جيشاً بقيادة قاضي القيروان أسد بن الفرات سنة 827. واجه الفتح الإسلامي مقاومة شديدة واستغرقهم الأمر قرناً من الزمان لإتمام السيطرة على الجزيرة. صمدت سيراكيوز لفترة طويلة، بينما سقطت تاورمينا عام 902، بينما خضعت كامل صقلية لجيوش المسلمين عام 965. وسمح للمسيحيين الأصليين حرية الدين كونهم من أهل الذمة لكن وجب عليهم دفع الجزية كما كانت هناك قيود على وظائفهم ولباسهم والقدرة على المشاركة في الشؤون العامة. بدأت إمارة صقلية بالتفتت نتيجة صراعات داخل الأسرة الحاكمة.
خلال النصف الأول من القرن العاشر شهدت البابوية حقبة مظلمة، بدأت مع حبرية البابا سرجيوس الثالث في عام 904 واستمرت لستين عامًا حتى وفاة البابا يوحنا الثاني عشر في عام 964. وخلال هذه الفترة، تأثر الباباوات بقوة من قبل عائلة توسكولوم وثيوفيلاكت الرومانية الأرستقراطية الفاسدة والقوية النفوذ، إلى جانب تأثير أقاربهم، حيث سيطرت العائلتين على الساحة السياسية البابوية لأكثر من نصف قرن. انتهت الفترة مع وصول ليون التاسع إلى الكرسي الرسولي، والذي كانت من أهم أعماله إصدار مراسيم ضد بيع وشراء المناصب اللاهوتية وضد زواج الكهنة. وقد دعَّمت أعماله من مكانة البابوية وهيبتها. بين عام 1012 وعام 1044 وصل أفراد كونت آل توسكولوم إلى الكرسي الرسولي، وهي حقبة عُرفت باسم «بابوية توسكولوم». ويرجع نسبهم إلى ثيوفيلاكت كونت توسكولوم والذي كان الحاكم الفعلي لروما من عام 905 حتى وفاته في عام 924، حيث سيطر نسله على منصب البابوية على مدى السنوات المثة المقبلة. ومن بين باباوت توسكولوم كل من بنديكتوس السادس وبنديكتوس الثامن وشقيقه يوحنا التاسع عشر. في عام 1088 تأسست جامعة بولونيا ذات الأصول المسيحية، لتُصبح لاحقاً أقدم جامعة بالمفهوم الحديث للتعليم العالي في العالم. وكانت الجامعة بدأت كمدرسة كاتدرائية أو مدرسة رهبانية مرتبطة بالكنيسة الرومانيّة الكاثوليكيّة ثم سرعان ما انفصلت مع زيادة عدد الطلاب.

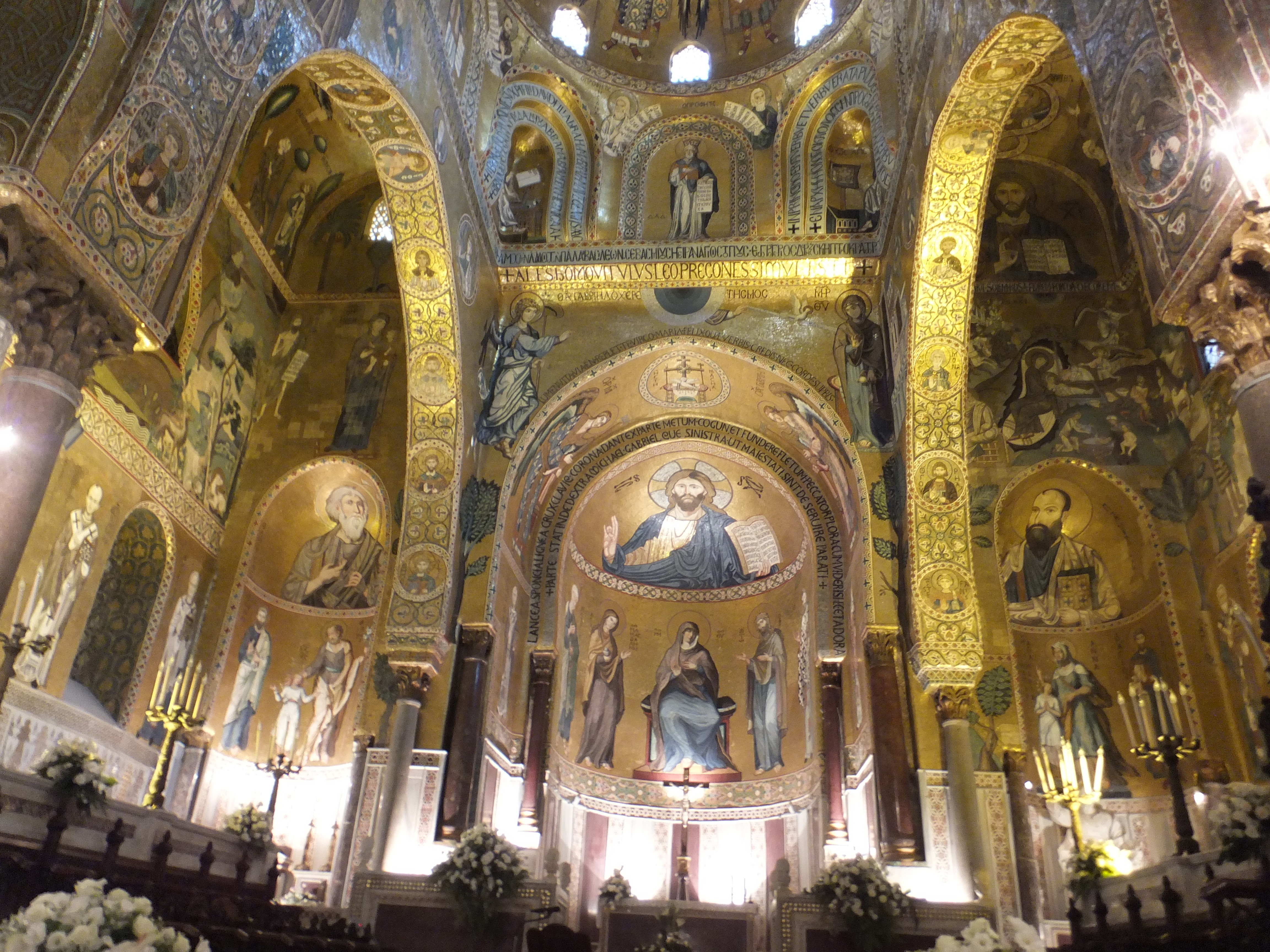
داخل كاتدرائية باليرمو، هي أشهر كنائس المدينة وإحدى أفضل الأمثلة المعروفة على العمارة البيزنطية.

توفي روجر الأول في العام 1101 للميلاد. خلفه ابنه روجر الثاني والذي كان أول ملك على صقلية. يعود النورمان الصقليون إلى سلالة هوتفيل منحدرين من الفايكنج. ذهل النورمان وأعجبوا بالثقافة الغنية للجزيرة. اعتمد العديد من النورمان في صقلية بعضاً من صفات الحكام المسلمين في اللباس واللغة والأدب، وحتى في وجود حراس القصر المخصيين لحراسة القصر والحريم. كما تأثروا أيضاً بالخلافة المتعددة الأعراق في قرطبة. أصبح بلاط روجر الثاني المركز الأكثر إضاءة للثقافة في منطقة البحر الأبيض المتوسط، سواء في أوروبا أو الشرق الأوسط. اجتذب هذا الدارسين والعلماء والشعراء والفنانين والحرفيين من جميع الأنواع. تمتع المسلمون بنفوذ في عهد النورمان في صقلية، حيث عززت سيادة القانون وعاش المسلمون واليهود واليونان البيزنطيون والنورمان معاً لتشكيل مجتمع واحد. يجادل بعض المؤرخين أن بعض المباني في تلك الفترة وحتى الآن هي الأكثر استثنائية في العالم على الإطلاق.
هاجرت أعداد كبيرة نوعاً ما من شمال إيطاليا وكامبانيا إلى صقلية خلال هذه الفترة. لغوياً، انتشرت اللغة اللاتينية وأصبحت تتبع الكنيسة الرومانية الكاثوليكية، بينما كانت سابقاً تحت الحكم البيزنطي مسيحية شرقية.
لم تكن الدولة البابوية، خصوصًا في القرنين التاسع والعاشر، دولة مركزية قوية فقد ساد حكم الإقطاع المحليين بنسبة كبيرة، ولم يكن البابا حاكمًا زمنيًا يهتم بالأمور المعيشية والسياسية الداخلية، فسلطته كانت منحصرة في الأمور الخطيرة والسياسة الخارجية إلى جانب الدور الرمزي.

كنيسة سان ماركو: كانت رمزاً للثروة والسلطة في البندقية.

تلا ذلك في القرن الحادي عشر نداء البابا أوربان الثاني لملوك أوروبا في مجمع كليرمونت عام 1094 إعلان انطلاق الحملات الصليبية، وساهم نجاح الحملة الصليبية الأولى في ازدياد هيبة البابا السياسية في الغرب وتنامي دوره السياسي وزعامته، ويرجع بعض المؤرخين زمن بروز السلطة الزمنية للبابوات لعهد البابا غريغوري السابع الملقب بالعظيم، وحصلت دول المدن الإيطالية على تنازلات كبيرة في مقابل مساعدة الصليبيين والمستعمرات القائمة التي سمحت بالتجارة مع الأسواق الشرقية حتى في الفترة العثمانية، مما سمح لإزدهار جنوة والبندقية. وازدادت أهمية كل من جنوة والبندقية عبر انضمامهما إلى الحملة الصليبية الأولى حيث أدت مشاركتهما لاكتسابهما امتيازات كبيرة للمجتمعات الجنوية والبندقيّة والتي انتقلت إلى أماكن كثيرة في الأرض المقدسة والأناضول. وساهمت الجمهوريات البحرية بشكل كبير في الحملات الصليبية، مستفيدة من الفرص السياسية والتجارية الجديدة، والتي كان أبرزها حملة الاستيلاء على القسطنطينية وزارا التي مولتها جمهورية البندقية. وكان تأثير الحروب الصليبية بعيد المدى سياسياً، واقتصادياً، إضافة إلى التأثيرات الاجتماعية، والتي استمر بعضها في الأوقات المعاصرة. بسبب الصراعات الداخلية بين الممالك المسيحية والقوى السياسية، وبعض البعثات الصليبية قد تم تحويلها من الهدف الأصلي، مثل الحملة الصليبية الرابعة، والتي أسفرت عن اجتياح القسطنطينية المسيحية وتقسيم الإمبراطورية البيزنطية بين جمهورية البندقية والصليبيين. وعزز الصليبيين الهوية الجماعية للكنيسة اللاتينية تحت قيادة البابوية. مع ذلك، نظرت جمهورية البندقية إلى روما كعدو وحافظت على مستويات عالية من الاستقلال الديني والإيديولوجي الذي جسده بطريرك البندقية وصناعة نشر مستقلة متطورة للغاية، والتي كانت ملاذاً للرقابة الكاثوليكية لعدة قرون.

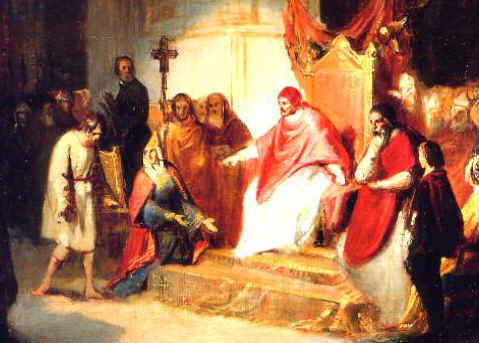
هنري الرابع والبابا غريغوري السابع في كانوسا 1077، بريشة ايمانويل كارلو.

شهدت تلك الفترة جدالاً مستمرًا بين البابوات المتعاقبين وأباطرة الإمبراطورية الرومانية المقدسة الألمان حول زعامة العالم المسيحي، خصوصًا في عهد الإمبراطور أوتو، رغم أن البابوات قد توجوا شخصيًا عددًا من الأباطرة؛ غير أن هذه العلاقة غير المستقرة لم تتأزم لتصل إلى حالة الحرب أو نزع الاعتراف المتبادل بين الكيانيين. يمكن القول أن ذروتها بلغت حين أقدم الإمبراطور أوتو على خلع البابا يوحنا الثاني عشر وخليفته بندكت الخامس، وتلاه خنق الإمبراطور كريستينوس للبابا بندكت السادس عام 974؛ ومن ثم انقسام البابوية إلى قسمين في القرن الرابع عشر، الأول في روما وينال شرعيته من قبل الإمبراطورية الرومانية المقدسة، والثاني في أفنيغون في الجنوب الفرنسي، وينال شرعيته من سائر أوروبا أي بشكل رئيسي، إسبانيا وفرنسا وانكلترا.
عُيّن أوتوني فيسكونتي رئيس أساقفة ميلانو في 22 يوليو 1262 على يد البابا أوربان الرابع متفوقاً على غريمه ريموندا ديللا تورّي أسقف كومو. لم يتقبّل الأخير خسارته وشرع ينشر ادعاءات قائلةً بقرب آل فيسكونتي من الكاثار -الذين اعتبرتهم الكنيسة الكاثوليكية خارجين عن المسيحية- واتهمهم بالخيانة العظمى. قام آل فيسكونتي بإطلاق التهم ذاتها على خصومهم، إلا أنهم طُردوا من المدينة وصُودرت مُمتلكاتهم. اشتعلت إثر ذلك حرب أهلية بين الطرفين أدت إلى إلحاق المزيد من الأضرار إلى سكان ميلانو واقتصادها مُثقلةً من كاهل المدينة، واستمرت أكثر من عقْد من الزمان. قاد أوتوني فيسكونتي مجموعةً من المنفيين ضد المدينة عام 1263، لكن حملته لم تُكلل بالنجاح. وبعد سنوات من تصاعد العنف بين الطرفين تمكن أوتوني أخيراً من استرداد حُكْم ميلانو إليه ولأسرته بعد الانتصار في معركة ديزيو عام 1277. وبذلك تمت الإطاحة بأسرة ديللا تورّي إلى الأبد، وظلّت ميلانو في حوزة آل فيسكونتي حتى حلول القرن الخامس عشر.

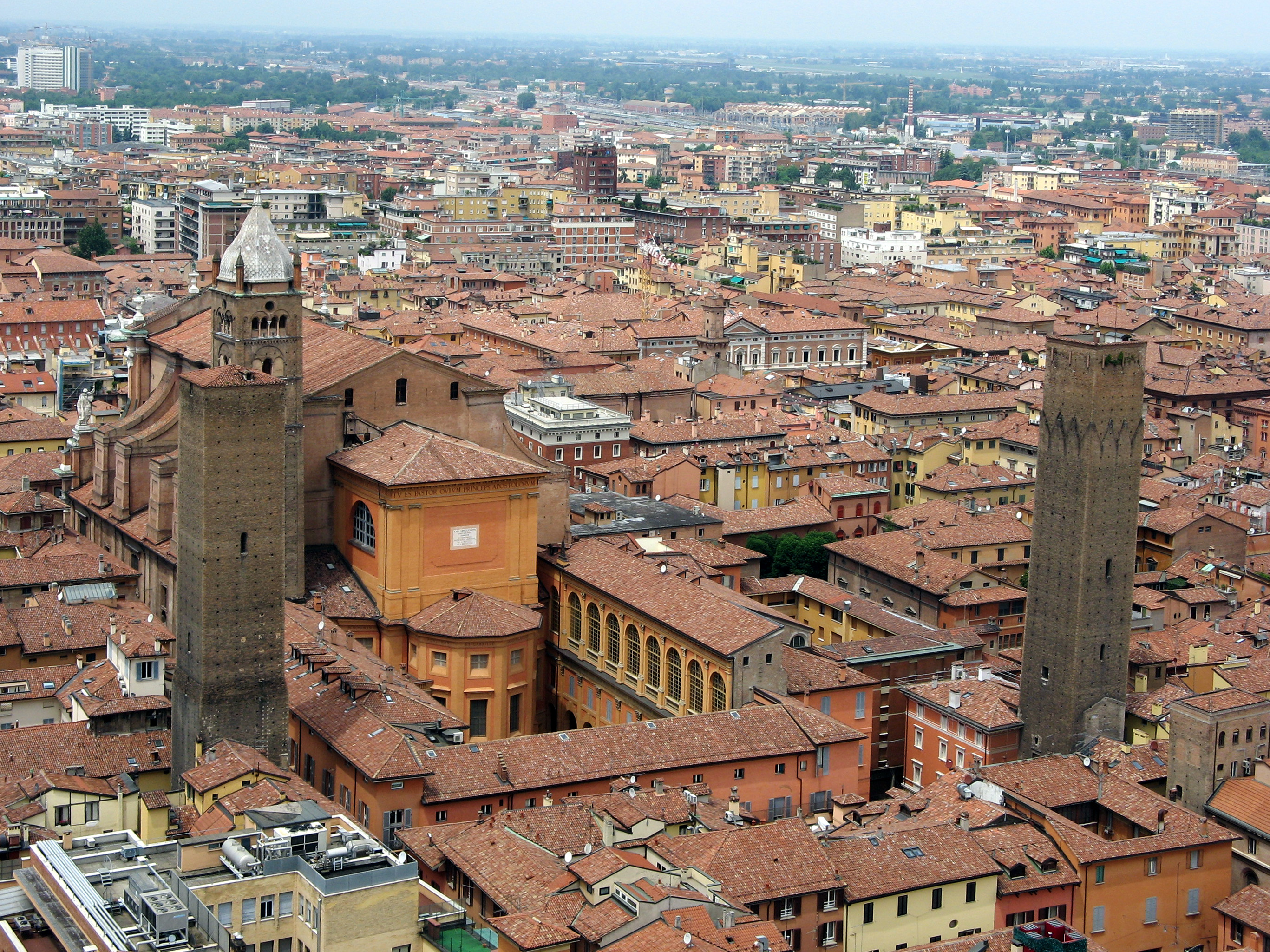
كاتدرائيّة بولونيا: شهدت فترة الحكم البابوي بناء العديد من الكنائس والمؤسسات الدينية الأخرى.

بدءًا من العام 1305 وحتى عام 1417 اتخذ قسم من البابوات أفنيغون في جنوب فرنسا مقرًا لهم في حين ظل القسم الآخر في روما، وتعترف الكنيسة الكاثوليكية اليوم بشرعية كلا البابوين خلال تلك الفترة، بيد أن بابوات روما كانوا فعليًا تحت سيطرة الأباطرة الرومانيين، ما أدى إلى إضعاف موقعهم. كذلك الحال بالنسبة للولايات البابوية، فعلى الرغم من أن الكيان لم يتم احتلاله وإتباعه للإمبراطورية الرومانية المقدسة، إلا أنّه قد أصبح بحكم الأمر الواقع تابعًا لها. تزامن ذلك مع انتشار الفقر والفوضى واستبداد حكم الإقطاع المحلي. شهدت تلك الفترة عدة محاولات لتحسين الأوضاع، غير أنها عمومًا كانت ذات أثر محدود. أبرز المحاولات الإصلاحية صدور المدونة القانونية أو دستور الخاص بالولايات البابوية (باللاتينية: Sanctæ Constitutiones Matris Ecclesiæ) عام 1357، وظل العمل بهذا الدستور ساريًا حتى استبداله العام 1816. وبالتالي تكون الفاتيكان من أوائل دول العالم التي وضعت دستور منظم لحياتها السياسية والاجتماعية.
وحاول بعض بابوات أفنيغون العودة إلى روما، منهم البابا أوربان الخامس عام 1367 لكن عملية إعادة الوحدة لم تكن قد نضجت بعد، فاضطر البابا إلى العودة إلى فرنسا عام 1370 واستقر مجددًا في أفنيغون التي كانت قد أعلنت جزءًا من الولايات البابوية، وقد ظلت تابعة لها حتى بعد عودة البابا إلى روما، ولم تعد لحكم الدولة الفرنسية إلا في أعقاب الثورة الفرنسية عام 1789. بدءًا من عام 1378 تعددت محاولات السيطرة على الكرسي البابوي بين الأباطرة والطامعين في الحصول على الكرسي الرسولي، يطلق على هذه الفترة من تاريخ الكرسي الرسولي عمومًا اسم «الجدل الكبير» الذي حُلّ أخيرًا عام 1417، من خلال مجمع كونستانس والذي انتخب في أعقابه البابا مارتن الخامس حبرًا للكنيسة الكاثوليكية جمعاء، منهيًا بذلك حوالي قرن من الانشقاق.
خلال أواخر العصور الوسطى قسمت إيطاليا إلى ولايات ودول مدن أصغر حيث سيطرت مملكة نابولي على الجنوب، وجمهورية فلورنسا والولايات البابوية على المركز، وجمهورية جنوة وميلانو في الشمال والغرب، وجمهورية البندقية في الشرق. شهدت فترة الحكم البابوي بناء العديد من الكنائس والمؤسسات الدينية الأخرى والمباني العلمانية والجامعات، وواصل الباباوات بناء الحمامات العامة الواقعة داخل كنائس البازيليكا والأديرة منذ أوائل العصور الوسطى. وحثّ البابوات على أهمية النظافة الشخصية والبدنيَّة، حيث حثَّ البابا غريغوري الأول أتباعه على أهمية الاستحمام كحاجة جسدية. وبنى العديد من البابوات حمامات في بلدة فيتيربو والتي دُعيت لاحقًا باسم «حمامات البابوات» (بالإيطاليَّة: Terme dei Papi)، ويُعد «حمام البابا» (بالإيطاليَّة: Bagno del Papa) الذي بُني خلال حبريَّة نيقولا الخامس في القرن الخامس عشر أبرزها وأفخمها، خلال العصور الوسطى عُرفت الأديرة باتباعها معايير عالية من النظافة، فقد فُرض على الرهبان الإستحمام وغسل الأرجل والشعر يوميًا.

### عصر النهضة

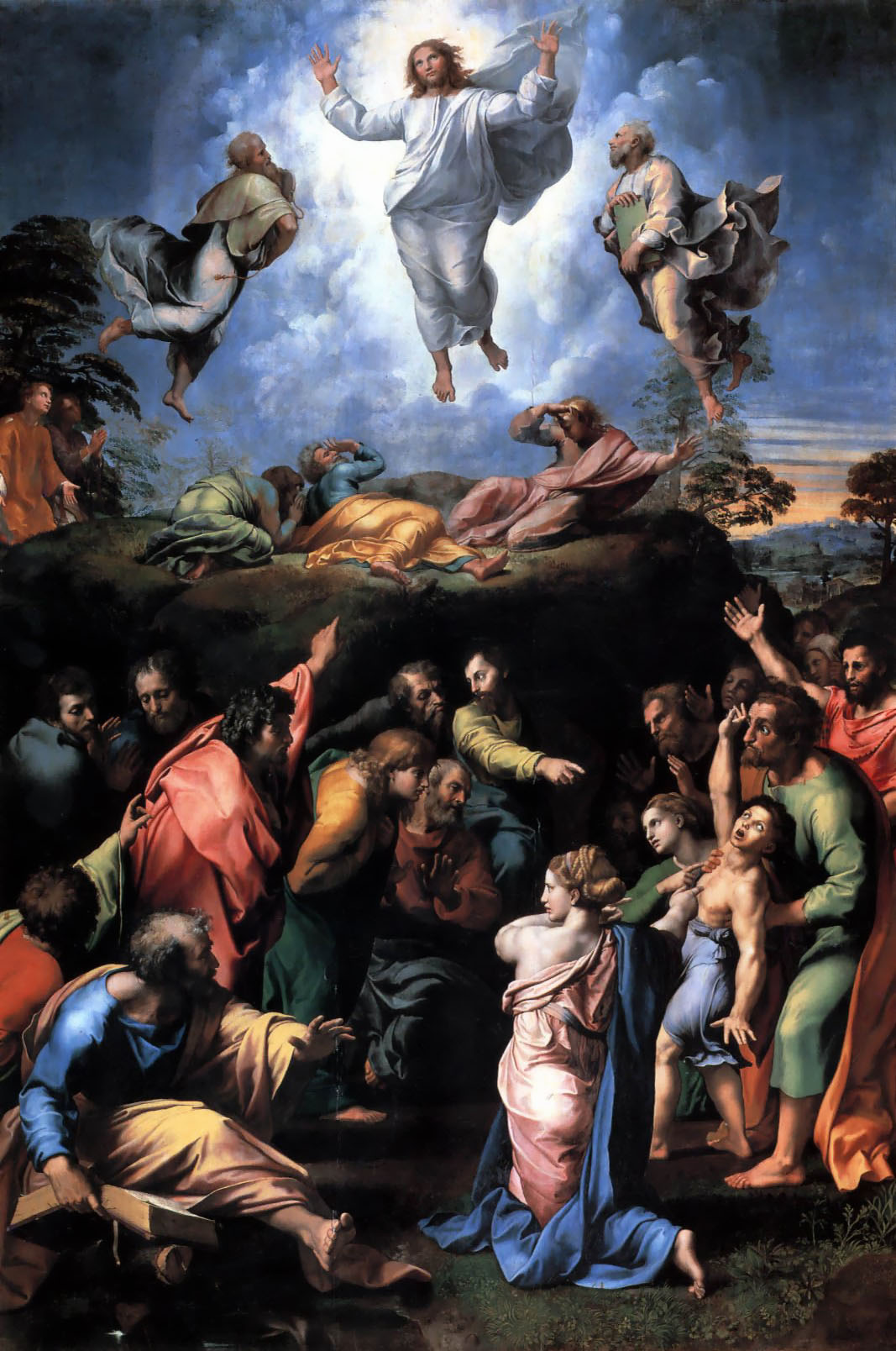
أيقونة التجلي لرافائيل: تُعتبر منعطف في تاريخ الرسم في عصر النهضة.

سمي عصر النهضة بهذا الاسم لأنه كان «نهضة» من الأفكار التقليدية الكثيرة التي كانت قد دفنت منذ أمد بعيد في الفصول القديمة. يمكن للمرء أن يجادل بأن وقود هذه الولادة الجديدة كان إعادة اكتشاف النصوص القديمة التي كانت الحضارة الغربية قد «أضاعتها» تقريبًا، ولكن تم الحفاظ عليها في بعض المكتبات الرهبانية أو المكتبات الخاصة بالعائلات الحاكمة. معظم هذه المخطوطات كان إما في شبه الجزيرة الإيطالية أو في اليونان ونقلت إلى إيطاليا في القرون التي سبقت عصر النهضة من قبل الإيطاليين أنفسهم (من قبل التجار الذين سافروا بشكل منتظم إلى شرق البحر الأبيض المتوسط بما في ذلك اليونان) والروم البيزنطيين الذين فروا إلى إيطاليا هربًا من الزحف العثماني في القرن الخامس عشر وخاصة بعد سنة 1453 وسقوط القسطنطينية. هاجر هؤلاء البيزنطيون حاملين في بعض الأحيان مخطوطات ثمينة ومعارفهم (اليونانية واليونانية القديمة) وساهموا بشكل حاسم في النهضة الإيطالية أثناء تثبيت وجودهم في البلاد.
انتهت مرحلة الخلافات السياسية والانشقاقات وسادت مرحلة جديدة من ريادة التطور والأدب والثقافة والاختراعات العلمية التي قادت الكرسي الرسولي دفتها خلال عصر النهضة؛ فأسس الكرسي الرسولي جامعات باريس وفلورنسا وميلانو وعددًا آخر كبير من الجامعات الأقل شهرة. وافتتحت مكتبة الفاتيكان التي ضمت أعدادًا هائلة من المخطوطات والكتب النفيسة خصوصًا إثر سقوط القسطنطينية بيد السلطان محمد الفاتح العثماني، وتهريب نفائس المدينة وكنوزها نحو أوروبا.
أدّت الثروات المتدفقة على العالم المسيحي خلال عصر النهضة إلى سيطرة بعض العائلات ومعظمها إيطالية مثل آل ميديشي وآل بورجيا على الكرسي الرسولي، من بين هذه العائلات آل أورسيني، وآل ألدوربرانديني، وآل بورجيا، وآل باربريني، وآل بورغيسي، وآل ديلا روفيري، وآل شيجي، وآل دي مونتالتو، وآل كولونا، وآل بامفيلي، وآل فارنيزي وآل ميديشي. وحيث منح الكرسي الرسولي عددًا من العائلات لقب أمير، كعائلة فارينزي الموكولة حماية مفاتيح الكابيلا السيستينية خلال تواجد الكرادلة داخلها في حفل انتخاب البابا؛ هناك أيضًا عدد من العائلات التي حازت لقب أمير لكونهم مساعدي البابا، ولا تزال هذه العائلات كعائلتي كولونا وباليانو تقوم بمهامها حتى العصر الحالي؛ فضلاً عن أمراء أسرة تورولينا التي أوكلت لهم في لاسابق إدارة الشؤون المالية للكرسي الرسولي. تُؤرخ عصر النهضة البابوية من تاريخ البابوية بين الإنشقاق الغربي والإصلاح البروتستانتي من انتخاب البابا مارتن الخامس في مجمع كونستانس عام 1417 إلى عصر الإصلاح البروتستانتي، حيث كانت المسيحية الغربية خالية إلى حد كبير من الانقسام. وعُرفت البابوية في هذا العصر في إستقرار.
بدأت عام 1513، خلال حبرية البابا يوليوس الثاني، عملية بناء الفاتيكان بالشكل المتعارف عليه اليوم، من خلال بناء كاتدرائية القديس بطرس والكنيسة السيستينية وغيرها من المباني، وقد استكمل خليفة البابا يوليوس الثاني، البابا ليون العاشر، عملية الإعمار هذه. سوى ذلك فإن أعظم فناني عصر النهضة كليوناردو دا فينشي وميكيلانجيلو ورافائيل وميكافيللي وساندرو بوتيتشيلي وبيرنيني؛ كان الكرسي الرسولي قد أبرم معهم عقود احتكار مدى الحياة. إن أغلب التحف الفنية القائمة حتى اليوم في مختلف أنحاء أوروبا والتي تعود لعصر النهضة، يعود الفضل في بنائها لتشجيع بابوات ذلك العصر.
ساهم نجاح الفتوح في إسبانيا وتلاه اكتشاف العالم الجديد في تأمين الموارد المالية اللازمة لعصر النهضة، وغالبًا ما كانت الحملات الاستكشافية تتم بمباركة الكرسي الرسولي ما أدى إلى تدفق الذهب نحو إيطاليا، وتحولت المدن الإيطالية وعلى رأسها روما وفلورنسا وجنوا والبندقية إلى عواصم الثقافة العالمية، التي أخذت بشكل خاص طابع الجامعات والمستشفيات والنوادي الثقافية؛ وتطورت تحت قيادة الكرسي الرسولي أيضًا مختلف أنواع العلوم خصوصًا الفلك، والرياضيات، والتأثيل، والفلسفة، والبلاغة، والطب، والتشريح، والفيزياء خصوصًا الأرسطوية (أي المنسوبة إلى أرسطو)، والفيزياء المكيانيكية خصوصًا أدوات الحرب، إلى جانب العمارة والكيمياء والجغرافيا والفلسفة وعلوم النبات والحيوان.
ويُمكن أن يذكر بشكل خاص كداعمين للفنون والعلوم كل من البابوات: إينوسنت الثامن وإسكندر السادس وبيوس الثاني ويوليوس الثاني وليو العاشر وأدريان السادس وكليمنت السابع وبولس الثالث.[بحاجة لمصدر]

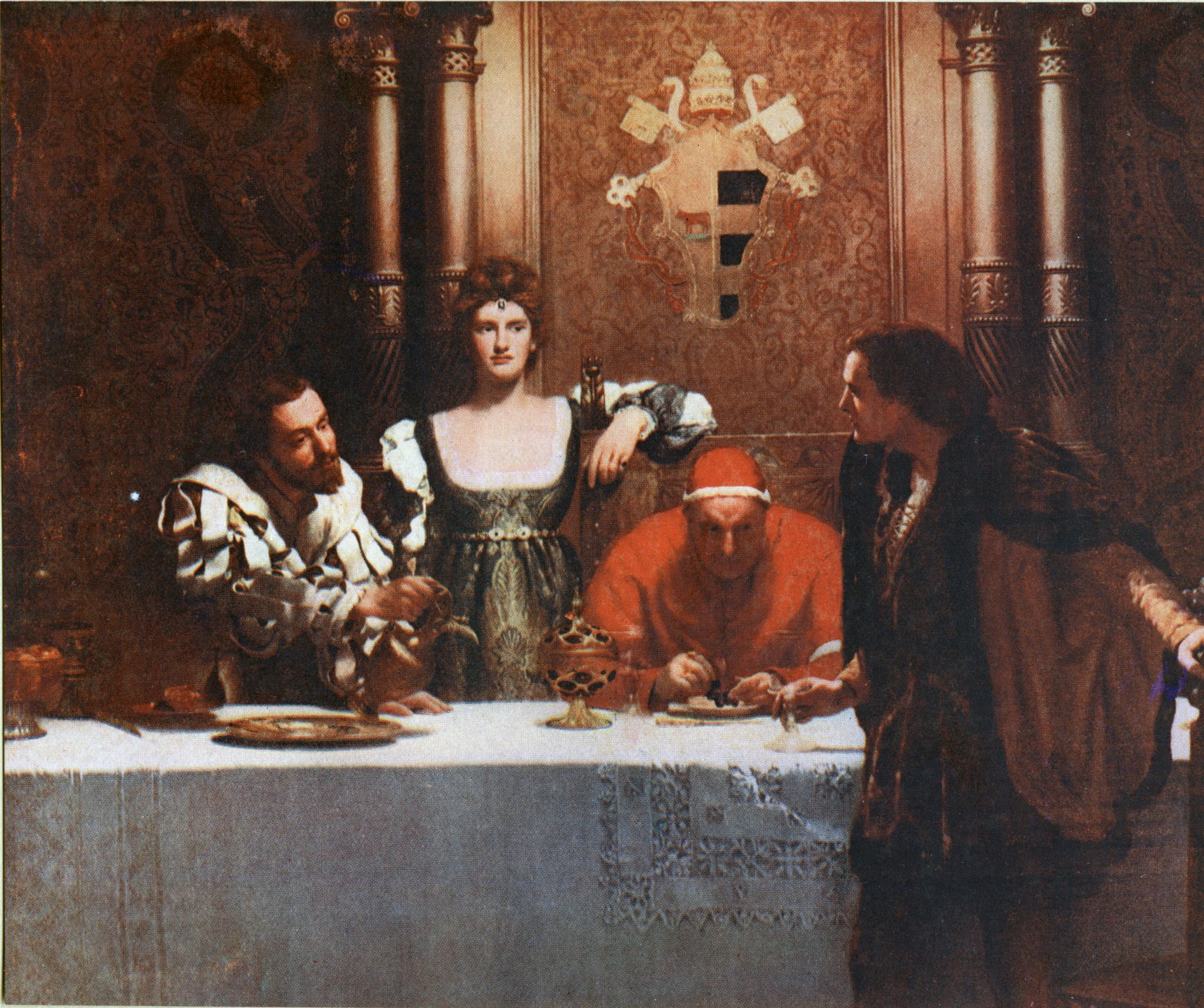
كأس نبيذ مع تشيزري بورجا، يظهر في اللوحة البابا إسكندر السادس محاط بإبنائه تشيزري وجيوفاني ولوكريسيا بورجيا: كانت عائلة بورجيا البابويَّة من أبرز الرعاة للفنون وأدى دعمهم للسماح للعديد من الفنانين في عصر النهضة بتحقيق إمكاناتهم.

بيد أن السمعة الأخلاقية لبعض هؤلاء لم تكن كما يليق “للحبر الأعظم” أن تكون، فنسب البعض لإسكندر السادس وجود عدد من الخليلات له، وأخذ على يوليوس الثاني شبقه نحو الحروب خصوصًا تلك التي قادها في مواجهة إمارة البندقية، وأخذ أيضًا على ليون العاشر ولعه الشديد بالعمارة ووضعه صكوك الغفران لتأمين التمويل اللازم لاستكمال المشاريع العمرانية الفنية الضخمة، إثر تراجع كمية الذهب المورد إلى أوروبا عن طريق البعثات الاستكشافية. يذكر أن الأوضاع الاقتصادية كانت مزرية للغاية قبل عصر النهضة خلال القرن الثالث عشر. كانت رعاية الكرسي الرسولي للعلوم قد بدأت واستمرت طوال القرنين الثاني عشر والثالث عشر وتمثلت في ترجمة الكتب الفلسفية وكتب علم الاجتماع عن طريق بيزنطة من ناحية وعن طريق قرطبة والأندلس من ناحية أخرى؛ أغلب هذه الأعمال كانت أعمال الفلاسفة اليونان القدماء، أمثال أرسطو وأفلاطون وتعليقات عدد من العلماء والفلاسفة العرب عليها أمثال ابن رشد وابن خلدون؛ وقد كانت الأديار ومكتباتها هي المراكز العلمية الرائدة والجامعات الكبرى في أوروبا خلال تلك الفترة.
شهدت مرحلة عصر النهضة أيضًا، الانشقاق البروتستاني في ألمانيا، وانعقاد مجمع ترنت الإصلاحي الذي امتدّ أكثر من عقدين من الزمن، والذي واكب فيه الكرسي الرسولي التطور العلمي السائد في أوروبا على المستوى الديني، فتمّ مكافحة الفساد الذي أخذ بالظهور ضمن البلاط البابوي، وتمت مأسسة الكنيسة بشكل جيد وحديث، وتمت عقلنة الممارسات المسيحية الكنسية، استنادًا على الفلسفة خصوصًا فلسفة أرسطو؛ كذلك فقد شهدت تلك الفترة ميلاد عدد من المؤسسات الرهبانية الكاثوليكية الفاعلة حتى اليوم، والتي لعبت عظيم الأثر في تاريخ الكرسي الرسولي، واعتلى عدد من رهبانها ما يدعوه ويل ديورانت أقدم عرش في العالم، أمثال، الرهبنة اليسوعية، والفرنسيسكانية. أدى التحالف المقدس بين إسبانيا هابسبورغ والكرسي الرسولي إلى اضطهاد منهجي لأي حركة بروتستانتية وكانت النتيجة بقاء إيطاليا دولة كاثوليكية بوجود بروتستانتي هامشي. خلال حكمها الطويل لإيطاليا نهبت الإمبراطورية الإسبانية البلاد بشكل منتظم وفرضت الضرائب الثقيلة. كما تدخلت في أمور الكرسي الرسولي وأحكمت قبضتها على شؤونه. علاوة على ذلك كانت الإدارة الإسبانية بطيئة وغير فعالة ودامت آثارها الاجتماعية حتى العصر الحالي في جنوب إيطاليا، حيث كان الحكم الإسباني فعالًا.

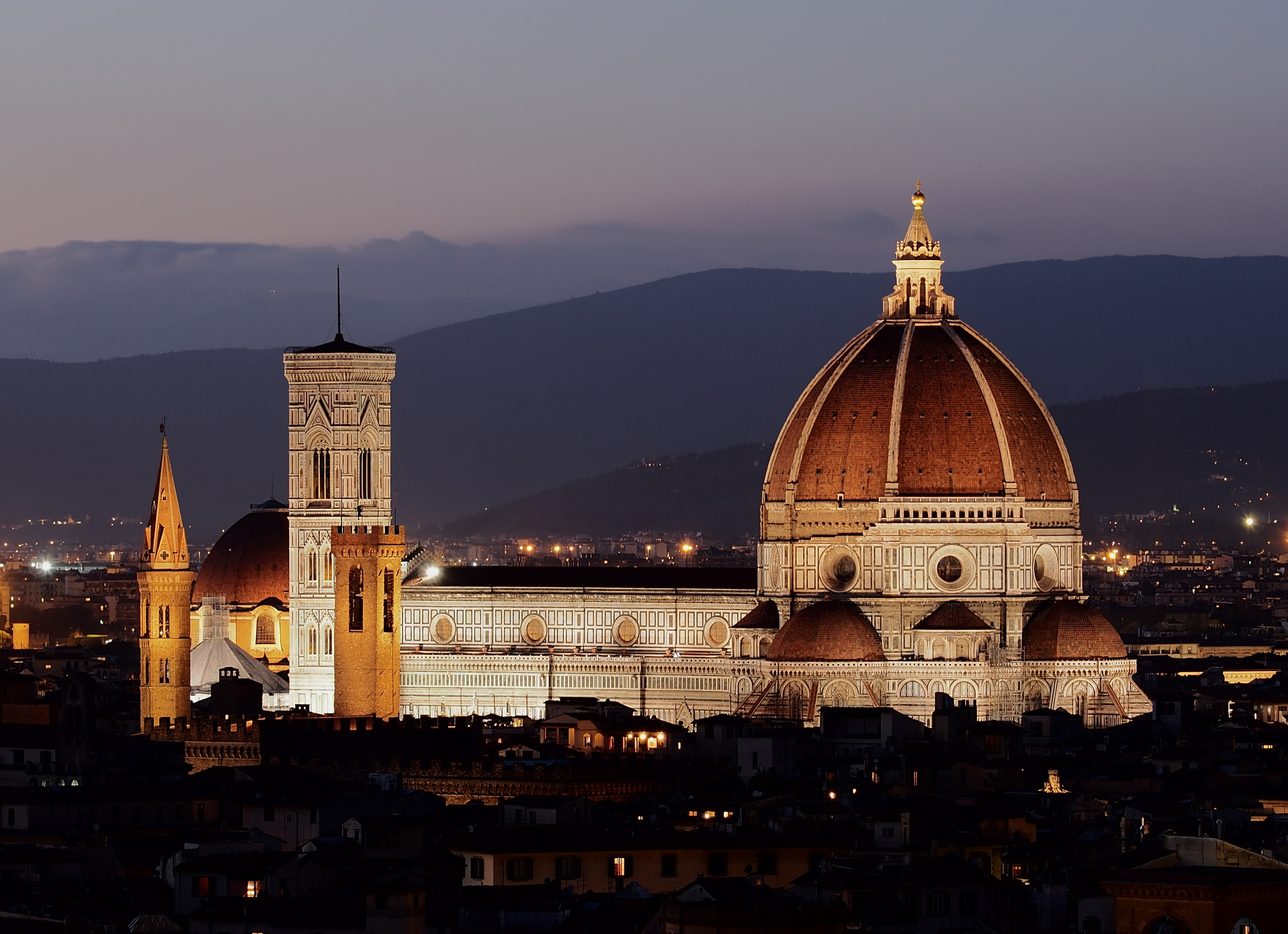
كاتدرائية فلورنسا: من مآثر النهضة الإيطالية.

أصبحت فلورنسا مركز عصر النهضة الإيطالية الرئيسي، حيث عمل العديد من الفنانين مثل ميكيلانجيلو وليوناردو دا فينشي وساندرو بوتيتشيلي في المدينة،  كذلك ازدهر اقتصاد المدينة، ووفقًا للموسوعة البريطانية كانت فلورنسا بين القرنين الرابع عشر والسادس عشر واحدة من أعظم مدن أوروبا ووصفت المتاحف والكنائس والقصور العديدة مثل قصري بيتي وأوفيزي بأنها أعمال فنية بحد ذاتها. كغيرها من الأسر الحاكمة التي كانت تهيمن على حكومة المدينة، كانت أسرة ميديشي قادرة على إبقاء فلورنسا تحت سيطرتهم ومُهيئيين بيئةً أمكن فيها ازدهار الفن والإنسانية والثقافة، وقادت العائلة ولادة النهضة الإيطالية جنباً إلى جنب مع غيرها من الأسر الكبرى في إيطاليا. وأنجبت الأسرة ثلاثة باباوات وهم كل من ليو العاشر وكليمنت السابع وليون الحادي عشر. لكن بين عام 1494 وعام 1498 أسس الراهب الدومينيكاني جيرولامو سافونارولا حكومة ثيقراطية في فلورنسا مميزًا أيّاها بأنها «جمهورية مسيحية ودينية» بعد صراع مع آل ميديشي وانتقال السلطة اليه، وخلال حقبة حكمه عرفت فلورنسا، بالقدس الجديد، والمركز العالمي للمسيحية وأصبحت المدينة «أكثر ثراءً، وأكثر قوة، وأكثر مجيدة من أي وقت مضى»، وأطلق حملة تطهيرية متطرفة، جذبت أعداد كبيرة من الشباب في فلورنسا.
في عام 1495 عندما رفضت فلورنسا الانضمام إلى الجامعة المقدسة للبابا ألكسندر السادس ضد الفرنسيين، استدعى الكرسي الرسولي جيرولامو سافونارولا إلى روما. وعصى جيرولامو سافونارولا البابا وقام بتحديه أكثر من خلال الوعظ وتسليط الضوء على حملته والمسرحيات الورعة. ردا على ذلك، قام للبابا ألكسندر السادس بإنزال الحرمان الكنسيّ عليه في مايو من عام 1497، وهدد بوضع فلورنسا تحت الحظر. وتحول الرأي العام ضده بعد ذلك، وتم سجن سافونارولا واثنين من إخوته المؤيدين. في 23 مايو من عام 1498، أدانت الكنيسة والسلطات المدنية جيرولامو سافونارولا وانتهى حكمه على المدينة مع موته حرقاً.
تأثرت روما أيضًا بشكل خاص بعصر النهضة. حيث غيرت هذه الفترة الإصلاحية من وجه المدينة بشكل كبير مع أعمال مثل بييتا لميكيلانجيلو وجدارية شقة بورجيا وتمثال موسى. وصلت روما ذروة روعتها تحت حكم البابا يوليوس الثاني (1503-1513) وخلفائه لاون العاشر وكليمنس السابع وكلاهما من عائلة ميديشي. خلال العشرين عامًا هذه، استحالت روما إحدى أكبر المراكز الفنية في العالم. أعيد بناء كاتدرائية القديس بطرس القديمة التي بناها الإمبراطور قسطنطين بشكل رئيسي من قبل ميكيلانجيلو، الذي أصبح أحد أكثر الرسامين شهرة في إيطاليا من خلال اللوحات الجدارية في الكنيسة النيكولينية وفيلا فارنيسينا وغرف رافائيل بالإضافة إلى العديد من اللوحات الشهيرة الأخرى. بدأ ميكيلانجيلو زخرفة سقف كنيسة سيستينا ونحت تمثال موسى الشهير لضريح يوليوس. خسرت روما في إطار هذه الحملة ولو جزئيًا طابعها الديني لتصبح على نحو متزايد مدينة النهضة الحقيقية بظهور عدد كبير من الأعياد الشعبية وسباقات الخيول والأحزاب والمكائد وحلقات الفجور. ازدهر اقتصادها بوجود العديد من المصرفيين التوسكان بما في ذلك أغوستينو شيجي الذي كان صديقًا لرافائيل وراعيًا للفنون. قبل وفاته المبكرة عزز رافائيل لأول مرة فكرة المحافظة على الآثار القديمة.

### العصور الحديثة

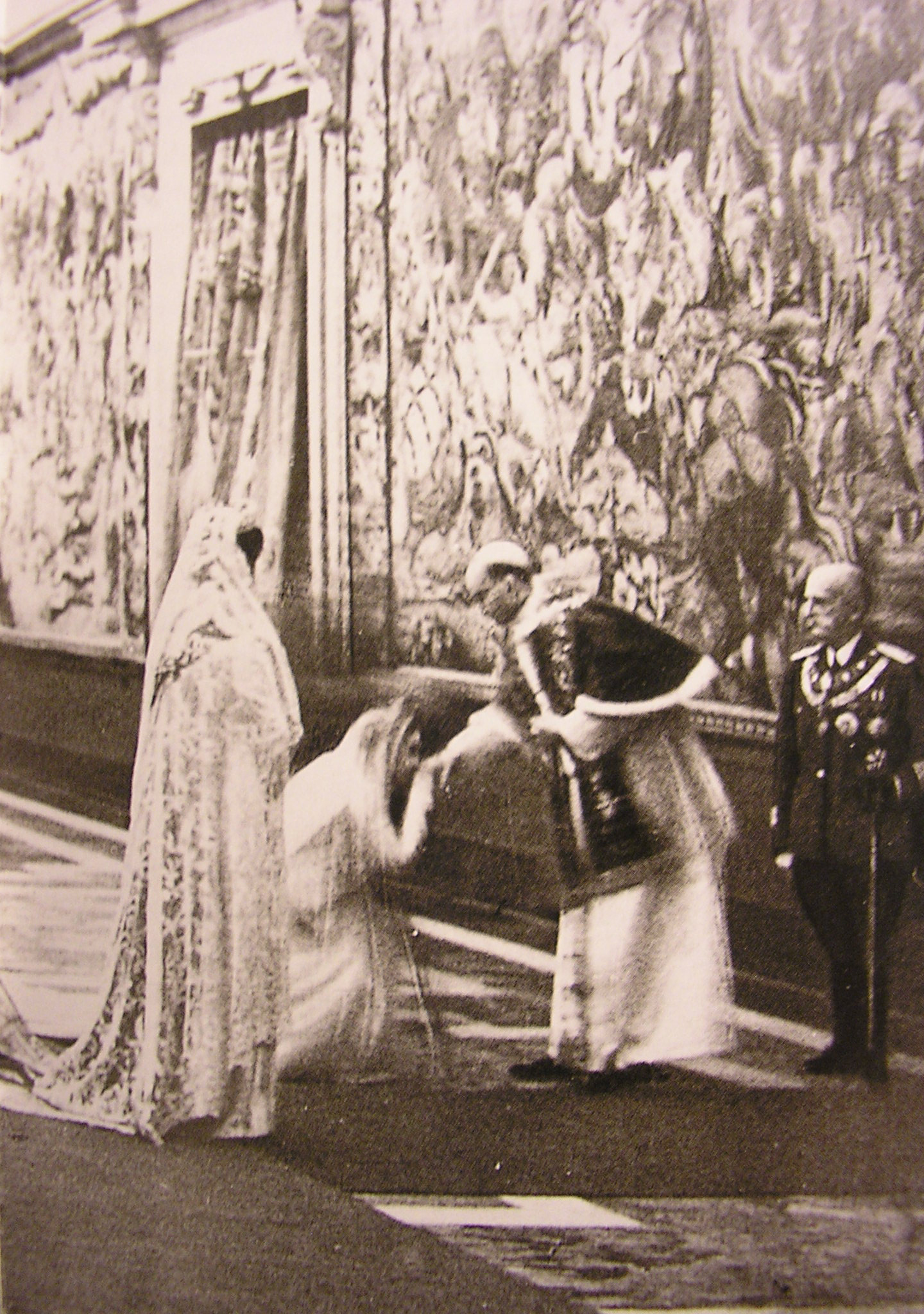
ملكة إيطاليا إلينا دل مونتينيغرو والأميرة ماري خوسيه خلال اللقاء مع البابا بيوس الثاني عشر في 28 ديسمبر 1939 في قصر كيرينالي.

كانت الثورة الفرنسية وحملات نابليون بونابرت على إيطاليا خلال القرن الثامن عشر شديدة الوطأة على الولايات البابوية وعلى الكرسي الرسولي، قام نابليون بونابرت باحتلال الدولة البابوية بسبب رفض الكنيسة دعم حربه الاقتصادية على بريطانيا؛ فرد البابا «پيوس السابع» بحرمان الإمبراطور حرمانًا كنسيًا. وبعد هذا الفعل الذي أتاه البابا، قام الضباط الفرنسيون باعتقاله، على الرغم من أن بونابرت لم يأمر بذلك، إلا أنه بالمقابل لم يأمر بإطلاق سراحه عندما علم بما جرى. نُقّل البابا عبر طول الأراضي الخاضعة لنابليون وعرضها، حتى في الفترات التي كان يُعاني خلالها من نوبات مرضيّة، واستمر نابليون يُرسل له وفودًا تضغط عليه للموافقة على بعض الأمور، بما فيها التوقيع على معاهدة بابوية جديدة مع فرنسا، إلا أن «پيوس» رفض ذلك. تزوج نابليون في سنة 1810 من ابنة الإمبراطور النمساوي «ماري لويز» أرشيدوقة بارما، بعد أن تطلّق من «جوزفين»؛ الأمر الذي أدى لمزيد من التوتر في علاقته مع الكنيسة، حيث رفض ثلاثة عشر كاردينالاً حضور حفل زفافه، فأمر بسجنهم جميعًا. بقي البابا في الأسر طيلة 5 سنوات ولم يرجع إلى روما حتى شهر مايو من سنة 1814.
ورغم أنّ الخطر قد زال مع سقوط دولة نابليون عام 1816 والمحاولات الإصلاحية الليبرالية التي قام بها البابا غريغوري السادس عشر إثر ارتقاءه السدّة البابوية، إلا أنّ عصر القوميات وتنامي فكرة القومية الإيطالية بشكل مطرد منذ عام 1814، ومن ثم تفاقم عقيدة القومية الإيطالية أدت في النهاية إلى إعلان المملكة الإيطالية الحرب على الدولة البابوية عام 1870.
اجتاحت القوات الإيطالية أراضي الولايات البابوية، وفرضت الحصار على روما في 19 أيلول 1870، ورفض البابا بيوس التاسع استعمال أي قوة عسكرية باستثناء بعض المقاومة الرمزية التي أبداها الحرس السويسري، فسقطت المدينة يوم 20 أيلول دون مقاومة تذكر؛ وجرى استفتاء عام في تشرين الأول جرى من خلاله ضم الدولة البابوية إلى المملكة الإيطالية، رغم ذلك فإن الفاتيكان والمباني المحيطة به ظلت ذات حكم خاص في ظل هذا الوضع الذي دعي به البابوات بشكل مجازي «سجناء روما»؛ واستمرت العلاقة بشكل غير منظم قانونيًا حتى عام 1929 حين أبرمت اتفاقيات لاتران الثلاثة، التي أوجدت الفاتيكان بالشكل المتعارف عليه اليوم، ونظمت التعاون السياسي، الاقتصادي والأمني بين إيطاليا والفاتيكان. ومنح الكرسي الرسولي للأسر الأرستقراطية من روما والتي وقفت إلى جانب البابا بيوس التاسع خلال فترة الفوضى التي تلت القضاء على الدولة البابوية من قبل المملكة الإيطالية لقب «النبالة السوداء» (باللاتينية: aristocrazìa nera)، والتي دعي خلالها البابوات سجناء روما، وهو أصل اسم «النبالة السوداء» إذ إنه منح خلال فترة سوداء من تاريخ الفاتيكان. ومن بين العائلات الرومانية التي حصلت على لقب النبالة السوداء كانت آل كولونا، وآل ماسيمو، وآل أورسيني، وآل بورغس، وآل أوديسكالتشي، وآل بونكومباني.

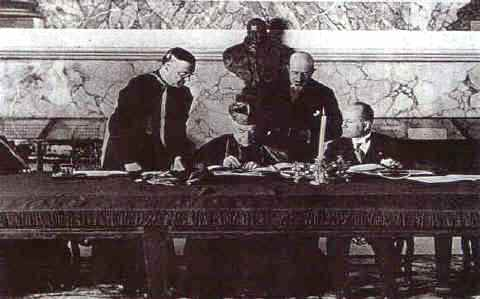
توقيع اتفاقية لاتران في فبراير 1929.

بدأت المفاوضات بين الحكومة الإيطالية والكرسي الرسولي لإنهاء قضية سجين روما عام 1926 وانتهت بتوقيع الاتفاقيات الثلاثة بنجاح عام 1929. وقع للملك فيكتور الثالث ملك إيطاليا بنيتو موسوليني رئيس وزراء إيطاليا حينذاك، والبابا بيوس الحادي عشر من قبل الكاردينال بيترو غاسباري المعيّن وزير خارجيّة الفاتيكان في 11 فبراير 1929، وقد تمّ التوقيع في قصر لاتران ومن هنا جاءت التسمية. وشملت الاتفاقات السياسيّة، معاهدة إنشاء دولة مدينة الفاتيكان، وضمان السيادة الكاملة المستقلة لهذه الدولة التي يديرها الكرسي الرسولي. وتعهد البابا بموجبها الحياد الدائم في جميع العلاقات الدولية والامتناع عن التوسط في أي خلاف ما لم تطلب جميع الأطراف منه ذلك. نصّت الاتفاقية أيضًا على اعتبار الكنيسة الكاثوليكية الكنيسة الرسمية في إيطاليا، كما نصت على قبول الكرسي الرسولي تسوية ماليّة تعويضًا عن الخسائر الاقتصادية في أعقاب فقدان السلطة الزمنية على الدولة البابوية عام 1870. ونصّت الاتفاقية كذلك على أن تكون سبع كنائس كبرى داخل روما إلى جانب مقر إقامة البابا الصيفي في كاستلغندلفو جنوب روما ومجموعة من القصور منها قصر لاتران ضمن أملاك الكرسي الرسولي، وقد حددت المبالغ السنوية التي يجب دفعها من قبل الحكومة الإيطالية للفاتيكان بـ 3,250,000 ليرة إيطالية، تعويضًا عن أملاك الدولة البابويّة. واحتفالاً للمفاوضات الناجحة، تم شق جادة المصالحة لغة إيطالية: Vella Conciliazione) التي تربط رمزيًا بين الفاتيكان وروما. وقد أدرجت الاتفاقات في دستور الجمهورية الإيطالية عام 1947.

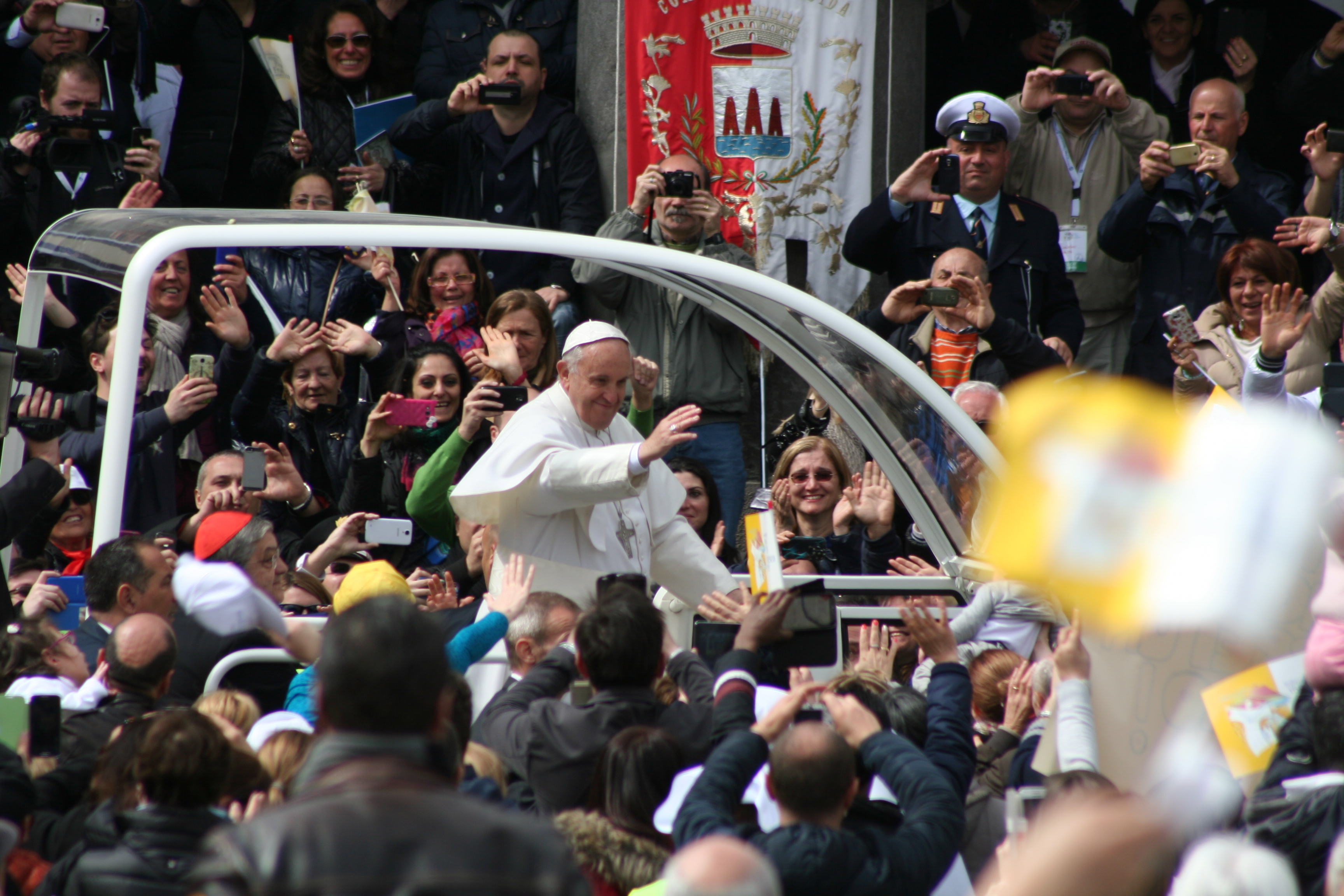
البابا فرنسيس يبارك الحشود خلال زيارته مدينة نابولي في مارس 2015.

كان للراهبات الإيطاليات تأثير على الحياة الاجتماعية، فلم تكن الراهبات منغلقات في أديرتهن في القرن التاسع عشر، فكن يشاركن في العمل الخيري الذي تحول إلى عمل اجتماعي شديد الأهمية في تلك الفترة. ومن بين أولئك الراهبات الراهبة بينديتا كامبياجو فراسينيلو، والراهبة فرانشيسكا سافيريو كابريني التي أسست في عام 1880 في مدينة كودنيو اتحاد إرساليات القلب المقدس، والتي هاجرت بعد ذلك إلى الولايات المتحدة الأمريكية، وأسست العديد من مدارس رياض الأطفال، والمدارس، والمدارس الداخلية، ودور الأيتام، ودور المسنين، والمستشفيات.
وتجمعت النساء المتدينات تحت راية ماريا كريستينا جوستنياني بانديني، وكان لديهن مفاهيم أكثر تحفظًا تماشيًا من توجيهات الكنيسة، وقمن بإنشاء اتحاد النساء الكاثوليكيات الإيطاليات، والاتحاد النسوي الكاثوليكي بعد ذلك. وقامت آخريات بإنشاء صحيفة المرأة والعمل في عام 1909، والتي كانت تنتمي للأوساط الكاثوليكية واليسارية في الوقت نفسه.
خلال العصور الحديثة، شهدت الفاتيكان استضافة مجمعين كبيرين وهامين في تاريخ الكنيسة الكاثوليكية وعلاقاتها ورؤيتها للعالم، هذين المجمعين هما المجمع الفاتيكاني الأول بدعوة من البابا بيوس التاسع عام 1869 وختم أعماله عام 1870. والمجمع الفاتيكاني الثاني بدعوة من البابا يوحنا الثالث والعشرون عام 1963 وختم أعماله خلال حبرية بولس السادس عام 1965، واضعًا أسسًا وقواعد جديدة لتنظيم الكنيسة الكاثوليكية. كانت غالبية الكرادلة من إيطاليا، ومع توسع الكنيسة وتسهيل وسئل الاتصال بين دول العالم، رفع العدد في القرن العشرين على يد يوحنا الثالث والعشرون وبولس لسادس وأخيرًا يوحنا بولس الثاني ليغدو 120 كاردينالاً كحد أعلى. تعيين الكرادلة الجدد غير الإيطاليين شق طريقه أيضًا بنتيجة العولمة، ورغم أن الإيطاليين لا يزالون يشكلون الكتلة الكبرى داخل المجمع إلا أنهم فقدوا الأغلبية، منذ عهد بيوس الثاني عشر، لإتاحة الفرصة لتمثيل جميع الأمم الكاثوليكية. وأصبح يوحنا بولس الثاني البابا الرابع والستون بعد المائتان وأول بابا غير إيطالي منذ 455 عامًا وله من العمر 58 عامًا فقط وبالتالي كان أصغر بابا منذ عهد البابا بيوس التاسع في عام 1846 الذي انتخب في الرابعة والخمسين. وكسلفه يوحنا بولس الأول، اختصر يوحنا بولس الثاني من تقاليد التتويج البابوية وقام باحتفالات أكثر بساطة في 22 أكتوبر 1978.

## الطوائف المسيحية

### الرومانية الكاثوليكية

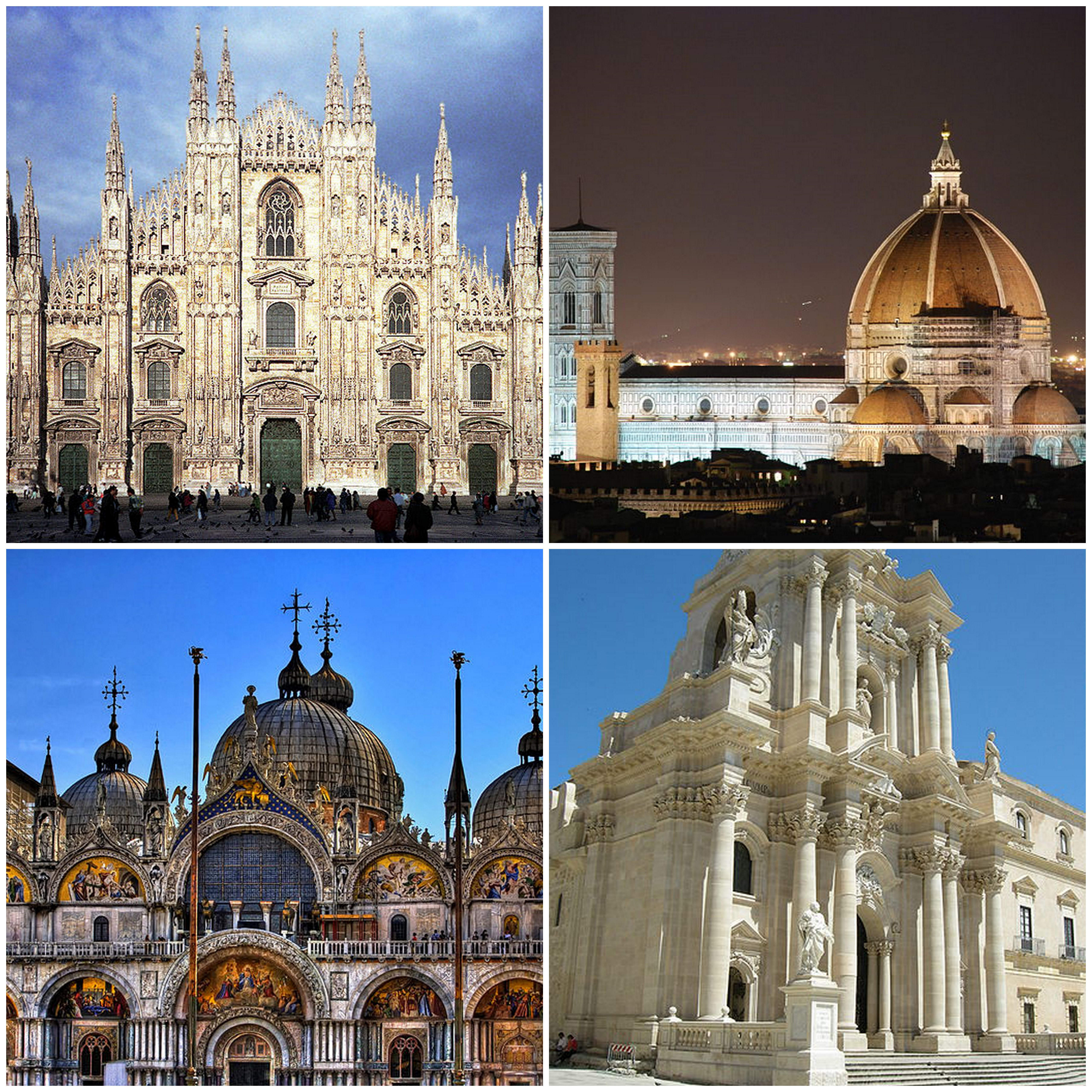
أربعة كنائس من إيطاليا وهي من الأعلى واليسار: كاتدرائية ميلان وكاتدرائية فلورنسا وكنيسة القديس مرقس (كاتدرائية البندقية) وكاتدرائية سيراكيوز.

الكنيسة الكاثوليكية الإيطالية هي جزء من الكنيسة الكاثوليكية العالمية في ظل القيادة الروحية للبابا في روما ومجلس الأساقفة الإيطالي. بالإضافة إلى إيطاليا تندرج دولتان أخرتان ذاتا سيادة في الأبرشيات الإيطالية وهما سان مارينو ومدينة الفاتيكان. وعلى الرغم من أن الفاتيكان لا تعتبر جزءاً من إيطاليا وفق القانون، فإنها تقع في روما وتستخدم فيها اللاتينية والإيطالية. تتبع الكنيسة الكاثوليكية الإيطالية 225 أبرشية. تضم أبرشية ميلانو الرومانية الكاثوليكية حوالي 4.8 مليون كاثوليكي، وبالتالي تعد أبرشية ميلانو الأبرشية الكاثوليكية الأكبر في أوروبا.
تمتلك إيطاليا ثقافة كاثوليكية غنية بوجود العديد من القديسين والشهداء والباباوات الطليان. ازدهر الفن الروماني الكاثوليكي في إيطاليا في العصور الوسطى وعصر النهضة والباروك مع فنانين إيطاليين مثل ميكيلانجيلو وليوناردو دا فينشي ورافاييل وكارافاجيو وفرا أنجيليكو وجان لورينزو برنيني وساندرو بوتيتشيلي وتينتوريتو وتيتيان وجيوتو. تعتبر الهندسة المعمارية الكاثوليكية في إيطاليا غنية أيضاً ومثيرة للإعجاب، فهناك كنائس وكاتدرائيات مثل كاتدرائية القديس بطرس في روما وكاتدرائية فلورنسا في فلورنسا وكنيسة القديس مرقس في البندقية. وفقًا للتقاليد المسيحية يعتبر كل من فرنسيس الأسيزي وكاترين السينائيّة رعاة إيطاليا. كان للكنيسة الكاثوليكة الإيطاليَّة دور هام في تطوير الأعمال الأدبيَّة واللاهوتيَّة والفلسفيَّة المسيحيَّة؛ ومن بين هذه الأعمال «الخلاصة اللاهوتية» لتوما الأكويني، و«ترتيلة الشمس» لفرنسيس الأسيزي، و«الكوميديا الإلهية» لدانتي أليغييري، و«الأسطورة الذهبية» أو «حكايات ذهبية» ليعقوب دي فراغسي والتي تعد أحد أكثر الأعمال الأدبية المسيحية تأثيرًا على الفلكلور الغربي، وغيرها من الأعمال الأدبيَّة واللاهوتيَّة والفلسفيَّة المسيحيَّة.
يعتنق أغلب الطليان المسيحية ديناً على المذهب الروماني الكاثوليكي، الذي يعدّ أكبر مذهب في البلاد، حيث يعتبر حوالي 87.8% من الإيطاليين أنفسهم كاثوليك. تعتبر إيطاليا موطناً لأكبر عدد من الكرادلة في العالم، كما تضم أكبر عدد من الكنائس الكاثوليكية الرومانية للفرد الواحد. وتضم إيطاليا أكبر تجمع كاثوليكي في أوروبا وخامس أضخم تجمع كاثوليكي في العالم بعد البرازيل، المكسيك، الولايات المتحدة والفلبين.
الحياة الكنسيّة الكاثوليكية نابضة بالحياة إلى حد ما في إيطاليا، وعلى الرغم من العلمنة، فإن بعض الحركات والجمعيات الأكثر نشاطًا هي كاثوليكية، بما في ذلك منظمات متنوعة مثل العمل الكاثوليكي، والرابطة الكاثوليكية الإيطالية للمرشدين والكشافة، والتواصل والتحرير، وطريق الموعوظين الجديد، وحركة فوكولاري، والجمعيات المسيحية للعمال الإيطاليين، ومنظمة سانت إيجيديو، وما إلى ذلك، والتي يشارك مُعظمها في الأنشطة الاجتماعية وكثيراً ما انخرط أعضائها بالحياة السياسيّة الإيطالية. منهم الرئيس الثاني عشر للجمهورية الإيطالية سيرجيو ماتاريلا، ورئيس الحكومة الإيطالية السابق ماتيو رينزي.
تضم إيطاليا حضور تاريخي قديم لأتباع الطقوس البيزنطيّة في كالابريا وبوليا وصقلية، أبرزها الكنيسة الألبانية-الإيطالية البيزنطية الكاثوليكية، وهي كنيسة بيزنطية، وشرقية، وكاثوليكية، تأسست في عام 1784. وتعتبر الكنيسة من دوحة الكنيسة البيزنطية تاريخيًا وطقسيًا وثقافيًا، أما إيمانيًا، فهم جزء من الكنيسة الكاثوليكية التي تقرّ بسيادة البابا. ويُقدر تعداد أتباع الكنيسة بحوالي 61,487 شخص، يتوزعون على خمسة وأربعين أبرشية. ترتبط الكنيسة ارتباطاً وثيقاً مع الأقلية العرقيّة الألبانيّة أربيريشي والتي تعيش في جنوب إيطاليا خصوصاً مناطق بوليا وبازيليكاتا وموليزي وكالابريا وصقلية. ويقع مقر الكنيسة في بيانا ديلي ألبانيزي، وهي أكبر تجمع سكاني لأقليّة أربيريشي في جزيرة صقلية.

### الطوائف المسيحية الأخرى

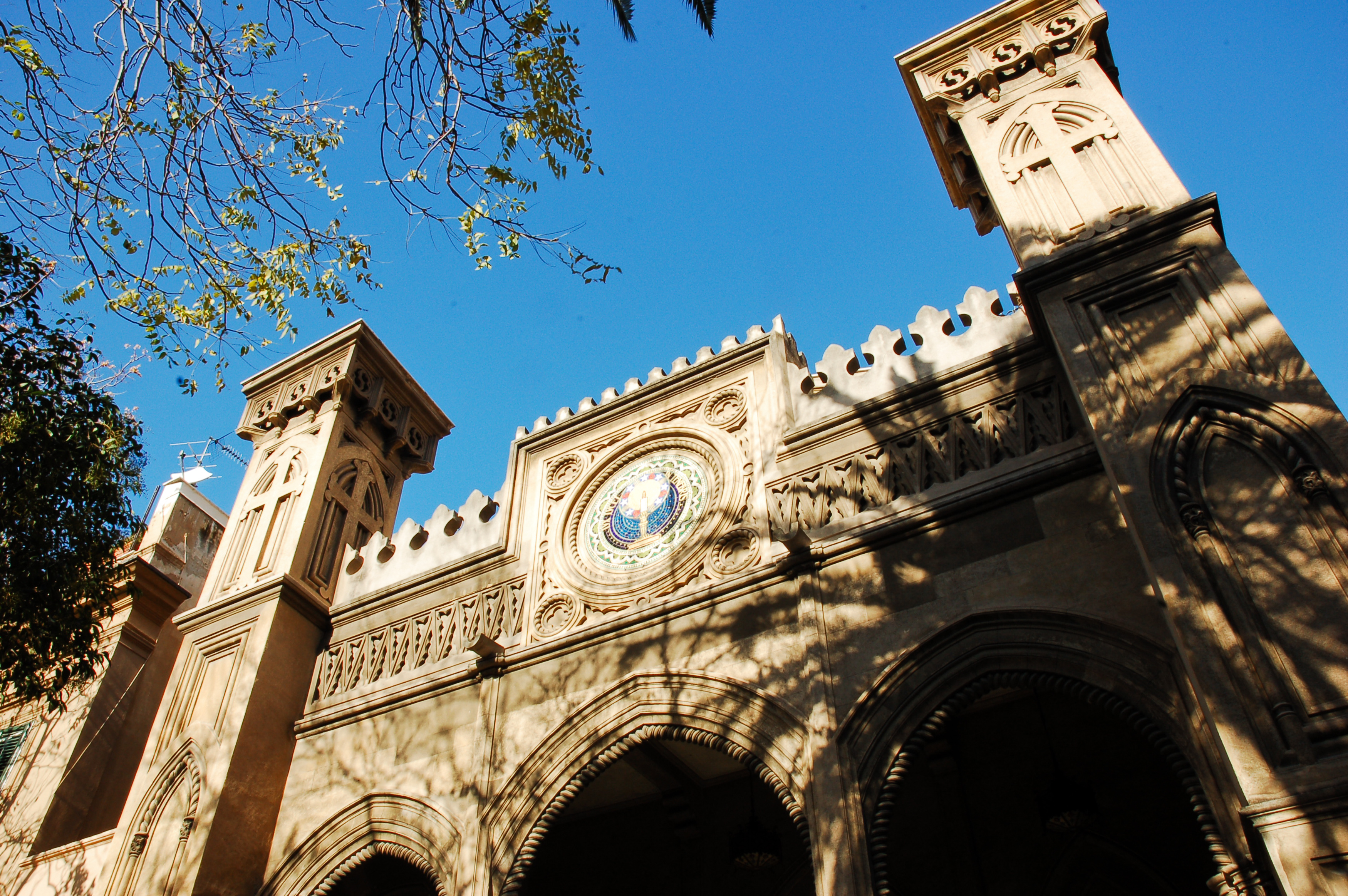
الكنيسة الولدينسية الإنجيلية في باليرمو.

على الرغم من أن المذهب المسيحي الرئيسي في إيطاليا هو الكاثوليكية، إلا أن هناك بعض الأقليات من البروتستانت والولدينسيين والأرثوذكسية الشرقية والكنائس المسيحية الأخرى. يعود أصول الكنيسة الولدينسية الإنجيلية إلى القرن الثاني عشر في مدينة ليون، وتحولت إلى المذهب الكالفيني خلال عصر الإصلاح البروتستانتي. يتواجد أتباع الكنيسة الولدينسية الإنجيلية في المنطقة التي تعرف باسم «وادي الولدينسيين» في فال بيليس وفال تشيسون وفالي جيرماناسكا، في غرب إقليم بييمونتي. وهناك حضور تاريخي للكنائس اللوثرية في فريولي فينيتسيا جوليا وترينتينو ألتو أديجي في شمال إيطاليا.
في القرن العشرين، أصبح كل من شهود يهوه والكنائس الخمسينية والإنجيلية غير الطائفية والمورمونية من الكنائس المسيحية الأسرع نمواً. بينما زادت الهجرة من أفريقيا الغربية والوسطى والشرقية في بداية القرن الحادي والعشرين من أعداد المعمدانيين والأنجليكان والمجتمعات الإنجيلية الخمسينية في إيطاليا في حين أن الهجرة من أوروبا الشرقية قد أنتجت زيادة كبيرة في عدد المجتمعات الشرقية الأرثوذكسية. في عام 2016 شكلّ أتباع الكنائس الأرثوذكسية الشرقية حوالي 30% من مجمل المهاجرين في إيطاليا، ووصل تعدادهم إلى حوالي 1.6 مليون نسمة.
في عام 2006، شكل البروتستانت 2.1% من تعداد سكان إيطاليا، بينما ضمت الكنائس الأرثوذكسية الشرقية 1.2% من السكان. تضم الجماعات المسيحية الأخرى في إيطاليا أكثر من 700,000 من المسيحيين الأرثوذكس الشرقيين بما في ذلك 180,000 من الروم الأرثوذكس، وحوالي 550,000 من العنصرة والإنجيليين (0.8%) الذين منهم 400,000 أعضاء في جمعيات الرب و235,685 شهود يهوه (0.4%)، و30,000 من الولدينسيين  وحوالي 25,000 من السبتيين والمورمون 22,000 وحوالي 15,000 من المعمدانيين (بالإضافة إلى 5,000 من المعمدانيين الأحرار) واللوثريون 7,000، وحوالي 4,000 من الميثوديين (التابعة للكنيسة الولدينسية). وفقًا لدراسة المؤمنون في المسيح من خلفية مسلمة: إحصاء عالمي وهي دراسة أجريت من قبل جامعة سانت ماري الأمريكيّة في تكساس سنة 2015 وجدت أنَّ حوالي 1,200 مُسلم تحول إلى المسيحية في إيطاليا. بين عام 2011 وعام 2012 قامت مؤسسة " ISTAT" مسحًا حول الانتماء الديني بين المهاجرين في إيطاليا، ووجدت أن حوالي 0.3% من المغاربة في إيطاليا من أتباع الديانة المسيحية.

## المسيحية في المجتمع

### الموروث الحضاري

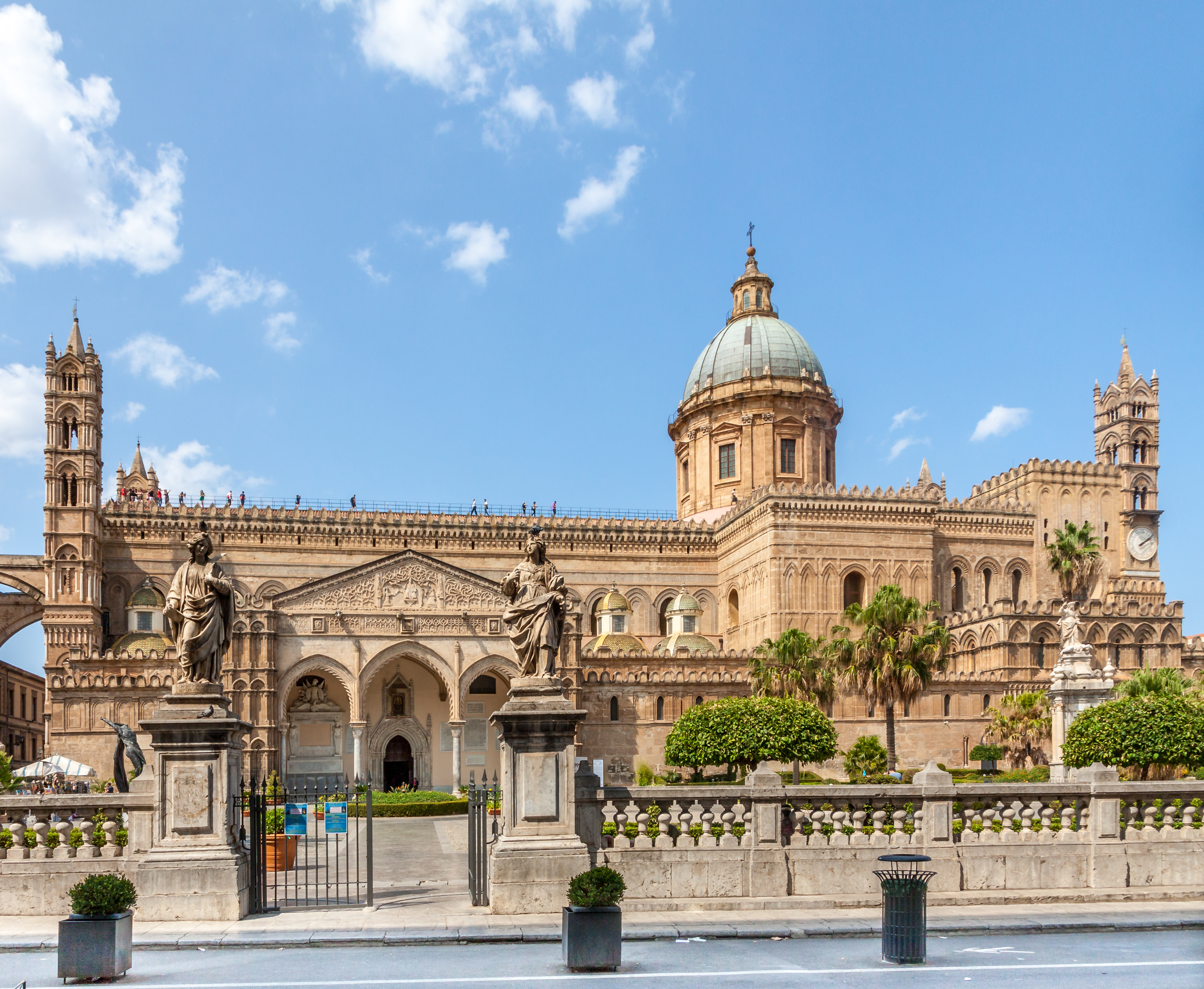
كاتدرائية باليرمو: تضم إيطاليا على من أبرز الكاتدرائيات في العالم.

تُمثل المسيحية في شبه الجزيرة الإيطالية جزءًا رئيسيًا من فسيفساء الثقافة الدينية في البلاد، حيث كان للكاثوليكية تأثير طويل الأمد على ثقافة ومجتمع إيطاليا منذ أن أصبحت الدين الرسمي في عام 380. توجد كنيسة في كل حي وبلدة تقريبًا في إيطاليا، ويمكن رؤية القطع الأثرية المسيحية في جميع أنحاء البلاد، إضافة إلى الليتورجية والتراتيل التي انتشرت منذ القرون الأولى للمسيحية في جميع أنحاء البلاد. وللمسيحيَّة تاريخٌ طويل وحافل في إيطاليا، وهي منتشرة بطُقوسها الرومانيَّة والأمبروزية والبيزنطية، وخرج منها الكثير من الفلسفات والنصوص الليتورجية والأدباء والصوفيين وآباء الكنيسة والشهداء والقديسين فضلًا عن الملافنة، حيث تُعتبر إيطاليا الحاليّة مسقط رأس العديد من المبشرين والقديسين المسيحيين، مثل بندكت النيرسي مؤسس الرهبنة البندكتية والتي لعبت دورًا في الحفاظ على الثقافة الفكرية والمخطوطات القديمة داخل مدارسها ومكتباتها وكانت أديرتها أيضًا مركز إنتاج زراعي واقتصادي ومركز للمنتجعات الصحية، وفرنسيس الأسيزي مؤسس الرهبنة الفرنسيسكانية والتي لعبت دورا في مجال العلوم والفلسفة والفن المسيحي خلال العصور الوسطى المتأخرة، ودون بوسكو مؤسس الرهبنة الساليزيانية والتي نشطت بين الشباب خصوصًا خلال فترة الثورة الصناعية، وكلير الأسيزية، وأغنيس الرومانية، وألفونسو ليغوري، وأنسلم من كانتربري، وإغناطيوس اللاكوني، وأغاثا الصقلية، والقديسة روزاليا، وبونافنتورا، ودومينيك سافيو، وريتا من كاشيا، وكاترينا من سيينا، وبادري بيو وغيرهم. كما وتربع على الكرسي الرسولي حوالي 217 بابا تعود أصوله إلى شبه الجزيرة الإيطالية. وتربعت عدد من العائلات الإيطالية على عرش البابوية ومن بين هذه العائلات آل أورسيني، وآل ألدوربرانديني، وآل بورجيا، وآل باربريني، وآل بورغيسي، وآل ديلا روفيري، وآل شيجي، وآل دي مونتالتو، وآل كولونا، وآل بامفيلي، وآل فارنيزي وآل ميديشي.
كان للكنيسة الكاثوليكة الإيطاليَّة دور هام في تطوير الأعمال الأدبيَّة واللاهوتيَّة والفلسفيَّة المسيحيَّة؛ ومن بين هذه الأعمال «الخلاصة اللاهوتية» لتوما الأكويني، و«ترتيلة الشمس» لفرنسيس الأسيزي، و«الكوميديا الإلهية» لدانتي أليغييري، و«الأسطورة الذهبية» أو «حكايات ذهبية» ليعقوب دي فراغسي والتي تعد أحد أكثر الأعمال الأدبية المسيحية تأثيرًا على الفلكلور الغربي، وغيرها من الأعمال الأدبيَّة واللاهوتيَّة والفلسفيَّة المسيحيَّة. كما وتحفظ الكنيسة الكاثوليكية الإيطالية في متاحفها و‌أرشيفها ومكتبتها مجموعة من أرقى المنتوجات الفنية للجنس البشري على مر العصور، وتحفظ الكنيسة الكاثوليكية الإيطالية على بعض أهم الأعمال الفنية مثل تمثال بيتتا وتمثال موسى وسقف كنيسة سيستينا لمايكل أنجيلو، ومدرسة أثينا لرفائيل، ولوحة العشاء الأخير لليوناردو دا فينشي، وزواج السيدة العذراء  وتجلي يسوع لرفائيل وغيرها.

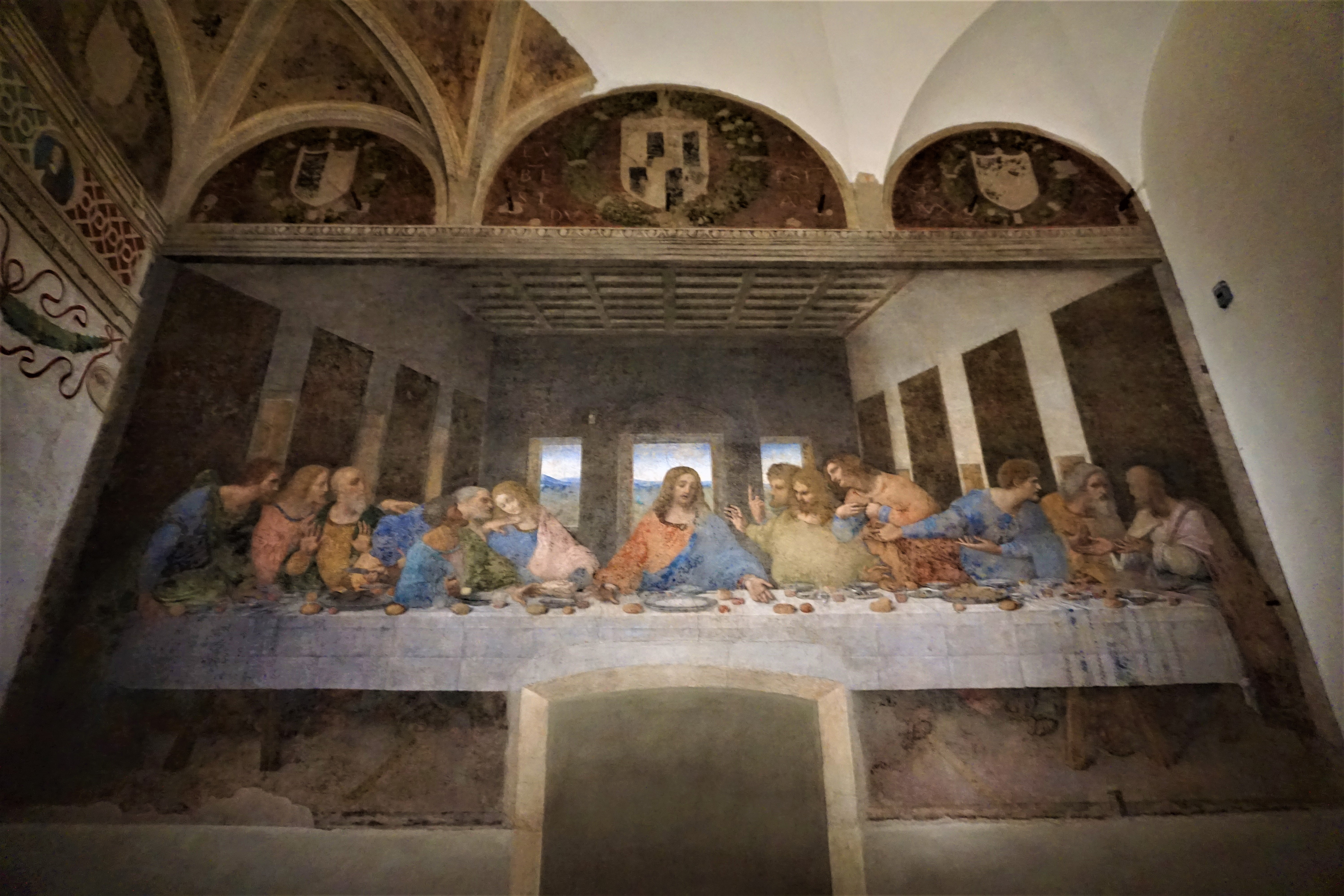
لوحة العشاء الأخير في كنيسة سانتا ماريا ديلي غراسي بميلانو.

لعبت عدد من الشخصيات التي ولدت وعاشت في شبه الجزيرة الإيطالية في تشكيل الفقه والتشريع والفلسفة والقوانين الكنسية الكاثوليكية، وتشمل قائمة هذه الشخصيات كل من هيبوليتوس الرومي، وأمبروز، وليون الأول، وغريغوري الأول، وأنسلم من كانتربري، وبوثيوس، وبونافنتورا، وتوما الأكويني، ومارسيليو فيسينو، وغيرهم. كان القانون الكنسي للكنيسة الكاثوليكية أول نظام قانوني غربي حديث، وهو أقدم نظام قانوني يعمل باستمرار في العالم الغربي، قبل تطور القانون المدني الأوروبي وأنظمة الحكم العام. كان تأثير توما الأكويني على الفلسفة الغربية كبيراً، وتُعد «الخلاصة اللاهوتية» أحد أكثر الوثائق تأثيرًا في لاهوت العصور الوسطى، وما تزال تُمثل نقطة مرجعية مركزية لفلسفة اللاّهوت والكنيسة الكاثوليكية.
انحدرت الفلسفة المدرسيَّة (السكولاستية) من مدارس الرهبنة المسيحية التي كانت الأساس التي نشأت منه أقدم الجامعات الأوروبية خلال العصور الوسطى. وارتبط صعود السكولاستية بشكل مباشر مع صعود المدارس المزدهرة خلال القرن الثاني والثالث عشر، في كل من إيطاليا وفرنسا وإسبانيا وإنجلترا. وبلغت الفلسفة المدرسية أعلى مراحل تطورها في فلسفة توما الأكويني. رعت البابوية والكنيسة الكاثوليكية بناء أولى الجامعات الأوروبية والإيطالية: جامعة بولونيا (1088)، وجامعة مودينا (1175)، وجامعة بادوفا (1222)، وجامعة سيينا (1240)، وجامعة روما سابينزا (1303)، وجامعة بيزا (1343)، وغيرها. وقد تطورت هذه المؤسسات الأكاديمية كمؤسسات مسيحية للتعليم العالي. وتشمل العائلات المصرفية الكاثوليكية التي لعبت دوراً هاماً في التاريخ الاقتصادي لأوروبا المسيحية كل من آل ميديشي، وبيروتسي وعائلة باردي.
لعب عدد من رجال الدين الكاثوليك الذين ولدوا وعاشوا في شبه الجزيرة الإيطالية في تطوير العلوم؛ وتشمل القائمة كل من إجنازيو دوناتي، وانجيلو سيكي، واليساندرو بيكولوميني، وأنطونيو ستوباني، وأنسلم من كانتربري، وبرنارد بولزانو، وبونافنتورا كافاليري، وبييترو منغولي، وجوزيبه بيازي (اشتهر بيازي باكتشافه كويكب يدعى سيريس)، وجوسيب ميركالي، وجيوسيب بيانكاني، وجيوفاني أنتونيلي، وجيوفاني باتيستا بيكاريا، وجيوفاني باتيستا ريتشيولي، وجيوفاني باتيستا زوبي، وجيوفاني جيرولامو ساتشيري، وجيوفاني فيراري، وروجر بوسكوفيتش، وسلفستر الثاني، وغابرييلي فالوبيو، وفرانشيسكو موروليكو، وفرانشيسكو ماريا جريمالدي، وفينتشنزو ريكاتي (اشتهر بادخال الدوال الزائدية)، ولوكا باتشولي (الذي تنسب إليه علوم المحاسبة)، ولويجي غويدو غراندي، وليوناردو خيمينيس، ولادزارو سبالانساني (أبو التلقيح الإصطناعي)، وماتيو ريتشي، ويوجينيو بارسانتي وغيرهم.

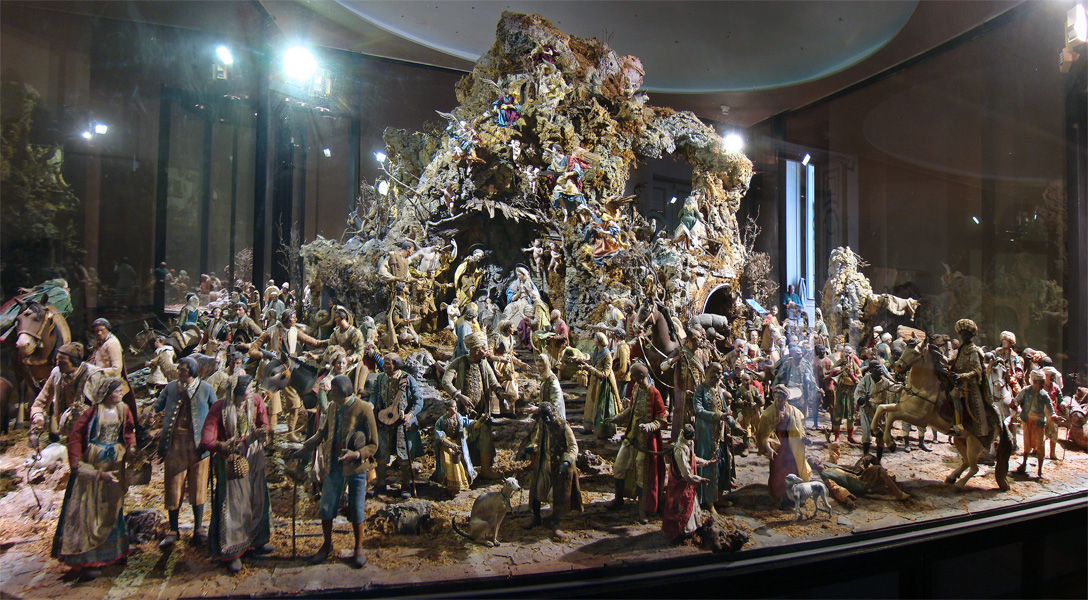
مغارة الميلاد النابولية: تُشتهر مدينة نابولي في فن مغارة الميلاد، وهو تقليد يعود إلى القرن الثامن عشر.

شهدت فترة الحكم البابوي بناء العديد من الكنائس والمؤسسات الدينية الأخرى والمباني العلمانية والجامعات، وواصل الباباوات بناء الحمامات العامة الواقعة داخل كنائس البازيليكا والأديرة منذ أوائل العصور الوسطى. وحثّ البابوات على أهمية النظافة الشخصية والبدنيَّة، حيث حثَّ البابا غريغوري الأول أتباعه على أهمية الاستحمام كحاجة جسدية. وخصصَّ الباباوات لأهل روما حمامات عامة في الدياكونيا (باللاتينيَّة: Diaconia)، أو في حمامات قصر لاتيرانو الخاصة، أو حتى في عدد لا يحصى من الحمامات الرهبانية التي كانت تعمل في القرنين الثامن والتاسع. كما وحافظ الباباوات على ثقافة الحمامات المُترفة في مساكنهم، ودُمجت الحمامات العامة بما في ذلك الحمامات الساخنة في مباني الكنيسة المسيحيَّة أو تلك الموجودة في الأديرة، والتي كانت تُعرف باسم «الحمامات الخيرية» بسبب خدمتها لرجال الدين والفقراء المحتاجين. كما ولعبت الجمهوريات البحرية الإيطالية الكاثوليكية (أمالفي وبيزا وجنوة والبندقية) دوراً هاماً في التاريخ السياسي الكاثوليكي، خصوصاً خلال الحملات الصليبية. وكانت مملكة صقلية ومملكة نابولي مراكز حيوية للثقافة الكاثوليكية، وتفاعل في مملكة صقلية المسيحيون الناطقون باليونانية والمسيحيون اللاتينيون والمسلمون بشكل منتظم، وشاركوا في حياة بعضهم البعض اقتصاديًا ولغويًا وثقافيًا.
أدّت الهجرة الإيطالية واسعة النطاق في القرن التاسع عشر والقرن العشرين إلى تعزيز الوجود الكاثوليكي في العالم الأنجلوسفيري (كندا وأستراليا ونيوزيلندا والولايات المتحدة)، وفي أمريكا الجنوبية خصوصاً في كل من الأرجنتين والأوروغواي وجنوب البرازيل، وحمل هؤلاء المهاجرين معهم الثقافة الكاثوليكية وتقاليدها، من ضمن هذه التقاليد الكرنفالات خلال موسم الصوم الكبير، وتقليد مغارة عيد الميلاد، ويوم القديس يوسف، ويوم القديس جينارو (خصوصاً في مدينة نيويورك). تعرف مدينة البندقية بتقليد الكرنفال الذي يعود إلى عام 1162، وفي القرن السابع عشر، كان الكرنفال الباروكي وسيلة لحفظ صورة البندقية المرموقة في العالم، وتُشتهر مدينة نابولي في العالم الكاثوليكي بفن صناعة مغارة الميلاد، وهو تقليد يعود إلى القرن الثامن عشر.
لعبت الكنيسة الكاثوليكية دوراً هاماً في تشكيل الهوية الإيطالية منذ القرن الثالث للميلاد، خلال العصور الوسطى
لعبت المادونا - وهي تجسيد فني لمريم العذراء مع الطفل يسوع - دوراً هاماً في الفكر والفن والحياة الاجتماعية للطليان، كما ولعب القديسون دورًا مهمًا في نشر الثقافة الدينية الشعبية في البلاد. المظاهر الكاثوليكية، تتواجد في الشوارع والحيز العام بشدة. ولا تزال الأعياد العامة والمواكب الدينية في الهواء الطلق أحداثًا ثقافية رئيسية في المدن والقرى الإيطالية.

### الثقافة

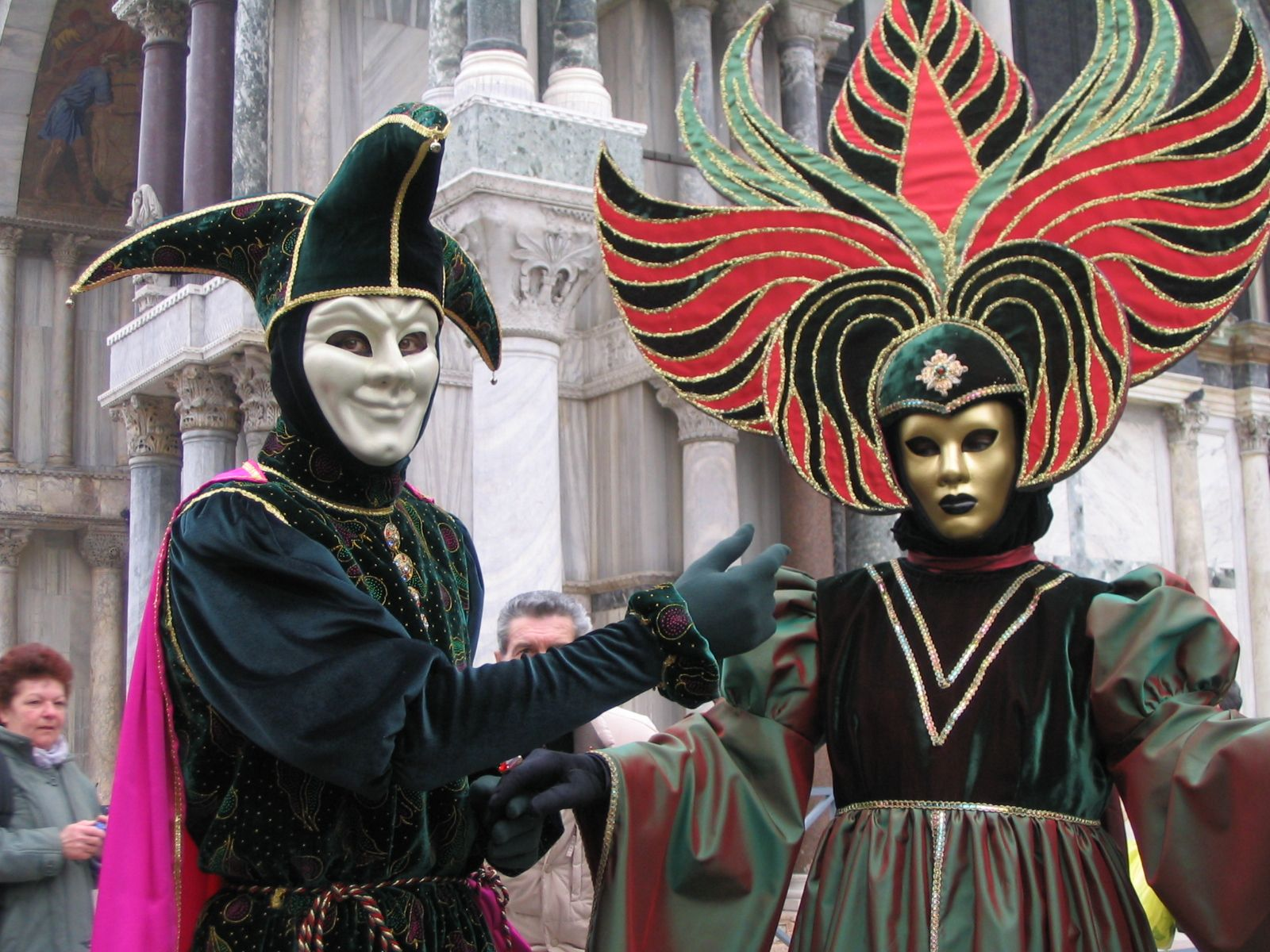
كرنفالات ماردي جراس في مدينة البندقية.

الدين الأكثر انتشارًا معظم الأراضي الإيطالية هي المسيحية الكاثوليكية، حيث لا تزال الكنيسة تلعب دوراً هاماً في حياة معظم الطليان. لا يزال الطليان يحضرون الكنيسة أسبوعيًا أو على الأقل لإقامة المهرجانات الدينية والزواج. يتبع أغلبيّة الكاثوليك في إيطاليا الطقس الروماني وهو واحد من الطقوس اللاتينية المستخدمة في الكنيسة الغربية أو اللاتينية، في حين يتبع الكاثوليك في مدينة ميلانو التقليد الطقس الأمبروزي (بالإيطالية:Rito ambrosiano)، وهو طقس ديني من تقاليد الكاثوليكية الغربية وسميّ على اسم أمبروز، وهو قديس حسب التقاليد المسيحية وأحد الرموز المؤثرة في تاريخ الكنيسة في مدينة ميلانو. يتبع عدد من الكاثوليك في جزيرة صقلية الطقس البيزنطي ويعود ذلك إلى الإرث والتأثير البيزنطي للجزيرة.
الكاثوليكية هي جزء كبير من لحمة الحياة الإيطالية، وتعمل كقوة اجتماعية وثقافية وسياسية. تتجلى الروابط الثقافية العميقة والقديمة من خلال وجود أكثر من 100,000 كنيسة كاثوليكية في البلاد. لا تزال الكاثوليكية تحتكر المجال ديني في إيطاليا، على الرغم من وجود جالية يهودية صغيرة وقديمة في قلب روما وأماكن أخرى، وعدد متزايد من المهاجرين المسلمين، واللاأدريين والملحدين لتحدي هذا الاحتكار الديني. لم تتجذر البروتستانتية وروح الإصلاح البروتستانتي في إيطاليا أبدًا.
حددت سلسلة من المواثيق، التي تم توقيع آخرها في عام 1984، الحدود في العلاقة بين الكنيسة والدولة، وأدت بالفعل إلى تقليص المكانة الرسمية للكنيسة الكاثوليكية في الحياة الإيطالية. ومع ذلك ، فإن المكاتب الحكومية والمحاكم والمستشفيات والفصول الدراسية بها صلبان على جدرانها. ولا يزال لدى إيطاليا مجموعة واسعة من الصحف الكاثوليكية، وأكثر من 100 دار نشر كاثوليكية، وثماني محطات إذاعية ومحطة تلفزيونية واحدة اعتبارًا من عام 2008.
الأسرة هي صميم الثقافة الكاثوليكية الإيطاليَّة كما كانت دائماً على مدى الأجيال، يعيش أفراد الأسرة في كثير من الأحيان قرب بعضهم البعض وأحياناً في نفس المجمع السكني. يقطن عادًة الأبناء والبنات مع الوالدين حتى الزواج والذي يميل إلى التأخر حالياً مقارنة بما كان عليه سابقاً. أزواج اليوم ينجبون عدداً أقل من الأطفال من ذي قبل، ولكن الرضع والأطفال يتمتعون بالكثير من التبجيل في الثقافة الكاثوليكية الإيطاليَّة ودائمًا تقريبًا ما يرافقون آبائهم إلى المناسبات الاجتماعية. يلعب العرّاب دورًا هامًا في الحياة الأسرية والدينية لدى الطليان، خصوصاً في المجتمعات الإيطالية الجنوبية وفي جزيرة صقلية، حيث أصبح التقليد وسيلة لتقوية الروابط الأسرية.
حفلات الزفاف الإيطاليَّة فخمة ومكلفة وتقليدية وتجري عادةً في الكنيسة. الكنيسة الكاثوليكية لاعب أساسي مهم في الحياة الإيطاليَّة. تقلد تقريبًا جميع الأماكن العامة بالصلبان على جدرانها وتحتوي معظم المنازل الإيطاليَّة على صور القديسين وتماثيل وقطع أثرية أخرى. تمتلك كل بلدة ومدينة شفيعها القديس الخاص، وخلال أيام العيد تزين المواكب الشوارع وتعرض الألعاب النارية. وتضم المهرجانات الإيطاليَّة الدينية أيضًا بريسيبي فيفنتي (مشهد ميلاد يسوع) والذي يجري في وقت عيد الميلاد. مظاهر الجمع بين الدين والتراث الشعبي موجودة في القرى الإيطاليَّة ومنذ القرن التاسع عشر تشهد هذه القرى مسرحيات مشهد ميلاد يسوع حيث يرتدي الناس من جميع الأعمار أزياء من تلك الفترة وينتحل البعض شخصيات العائلة المقدسة بينما يتخذ غيرهم دور العاملين والحرفيين. تنتهي هذه الاحتفالات عادة بعيد الغطاس مع وصول المجوس على ظهور الخيل.

### الوضع الحالي

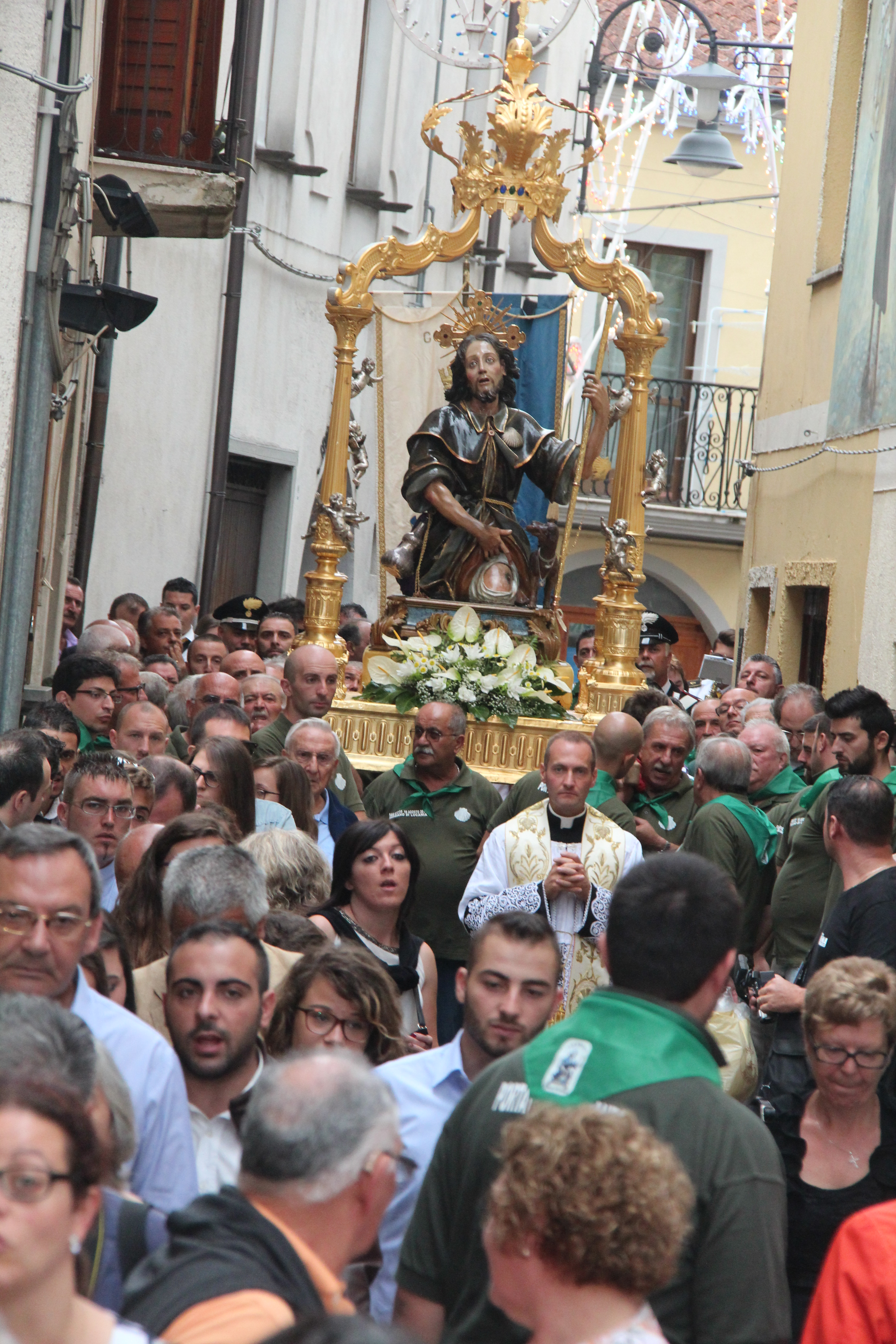
موكب القديس روكو في بازيليكاتا.

يُعتبر مسيحيين إيطاليا واحدة من أكثر المجتمعات مسيحية تديناً في أوروبا الغربية؛ وجد المعهد الوطني الإيطالي للإحصاء عام 2010 أنَّ سكان جنوب إيطاليا هم الأكثر تديناً على مستوى إيطاليا، حيث يُداوم 43.4% من الكاثوليك في كامبانيا على حضور القداس على الأقل مرة في الأسبوع، يليهم الكاثوليك في بوليا (40.3%)، وصقلية (40.2%) وموليزي (37.8%) وأبروتسو (37%)؛ أمَّا في شمال إيطاليا يُعد الكاثوليك في مقاطعة ترينتو وفينيتو من المتدينين والذي يظهر أيضاً من خلال كونها معاقل الحزب الديمقراطي المسيحي الإيطالي، في حين أنَّ الكاثوليك في توسكانا وإميليا-رومانيا وليغوريا الأقل تديناً حيث يدوام 21.5% وحوالي 21.7% وحوالي 22.9% على التوالي على حضور القداس على الأقل مرة في الأسبوع.
بحسب استطلاع دوكسا عام 2014 قال حوالي 75% من المستطلعين الطليان أنهم كاثوليك، وبحسب الدراسة قالت 80% من النساء في إيطاليا أنهن من الكاثوليك بالمقارنة مع 70% من الرجال الطليان. وقال حوالي 80% من المستطلعين من عمر 55 وما فوق أنهم كاثوليك بالمقارنة مع 70% من المستطلعين من عمر 15 حتى 34، وقال 85% من المستطلعين من جنوب إيطاليا أنهم كاثوليك بالمقارنة مع 62% من المستطلعين في شمال-شرق إيطاليا. ووجد إستطلاع إيبسوس أنَّ 74.2% من المستطلعين الطليان يعرفون أنفسهم كاثوليك. وفقاً لدراسة نشرت من قبل استطلاع دوكسا عام 2016 حوالي 73% من المواطنين الإيطاليين يعتنقون المسيحية ديناً بالمقارنة مع 53.8% من المقيمين الأجانب. وفقاً لدراسة نشرت في عام 2011 وعام 2012 يعتنق معظم المهاجرين الرومانيين والبلغار والمولدوفيين في إيطاليا المسيحية ديناً على مذهب الأرثوذكسية الشرقية، في حين يعتنق 38.7% من الألبان في إيطاليا المسيحية ديناً، ووجدت الدراسة أنَّ حوالي 0.3% من المغاربة في إيطاليا من أتباع الديانة المسيحية أي حوالي 3,990 نسمة.
وجدت دراسة قامت بها مركز بيو للأبحاث عام 2018 أنَّ حوالي 80% من الطليان قالوا أنهم مسيحيين وبحسب الدراسة تأتي الكاثوليكيَّة بمقدمة الطوائف المسيحيَّة مع حوالي 78% من السكان، واعتبر حوالي 40% أنفسهم مسيحيين اسميين وحوالي 40% قال أنه يُداوم على حضور القداس. عمومًا حصل حوالي 94% من مجمل الطليان على سر المعمودية، وقال حوالي 88% أنه تربى على التقاليد المسيحيَّة، بالمجمل قال حوالي 90% من الطليان الذين تربوا على التقاليد المسيحيَّة ما زالوا يعتبرون أنفسهم مسيحيين، في حين أنَّ النسبة المتبقيَّة معظمها لا تنتسب إلى ديانة. حوالي 3% من المسيحيين في إيطاليا تربوا على تقاليد دينية غير مسيحيَّة وتحولوا للمسيحية لاحقاً.
وبحسب الدارسة قال 67% من المسيحيين الطليان أنَّ للدين أهميَّة في حياتهم، وقال 94% من المسيحيين الطليان المُداومين على حضور القداس أنهم يؤمنون بالله بالمقابل قال 71% من المسيحيين الإسميين ذلك. ويُداوم حوالي 50% من المسيحيين الطليان على حضور القداس على الأقل مرة في شهر، ويصوم حوالي 26% منهم خلال فترات الصوم، ويرتدي 40% الرموز المسيحيَّة، ويُقدم حوالي 41% منهم الصدقة أو العُشور، ويُشارك 14% معتقداتهم مع الآخرين، في حين أنَّ 68% من المسيحيين يُداومون على الصلاة ويعتبر 62% منهم متدينين.
وفقاً لدراسة مركز بيو للأبحاث عام 2018 حصل 99% من مجمل المسيحيين الطليان على سر المعمودية، وقال 94% منهم أنه سيربي طفله على الديانة المسيحيَّة، وبحسب الدراسة أعرب حوالي 78% من الطليان المسيحيين بأنَّ هويتهم المسيحيَّة هي مصدر فخر واعتزاز بالنسبة لهم، ويوافق 62% منهم على التصريح أنَّ المسيحية هي عاملًا هامًا لكي تكون وطنيًا. وقال 88% منهم أنه يعرف «الكثير» عن المسيحية. على المستوى الاجتماعي والسياسي قال 61% من الطليان المسيحيين أن الكنائس تلعب دور ايجابي في مساعدة الفقراء والمحتاجين، وعبرَّ 74% من المسيحيين المتلزمين للغاية عن وجهات نظر إيجابية للمؤسسات الدينية مقابل 27% من المسيحيين الأقل التزاماً. ورفض 74% من الطليان المسيحيين القول أنَّ «العِلم يجعل الدين غير ضروري في حياتي!»، كما وقال 2% من الطليان المسيحيين أن تعاليم المسيحيَّة تُروج للعنف مقابل 29% منهم قال أن تعاليم الإسلام تُروج للعنف، كما وقال حوالي 41% منهم أنه يعرف شخص يهودي على المستوى الشخصي، ويعرف حوالي 63% شخص ملحد على المستوى الشخصي، ويعرف حوالي 51% شخص مُسلم على المستوى الشخصي. وقال 25% من الطليان المسيحيين أنهم غير مستعدين لتقبل اليهود داخل عائلتهم، بالمقابل يقول 48% من الطليان الكاثوليك بأنه غير مستعد لتقبل المسلمين داخل عائلتهم. يذكر أنه وفقاً لمركز بيو للأبحاث 98% من المسيحيين الطليان متزوجين من أشخاص من نفس الديانة.

## معرض الصور

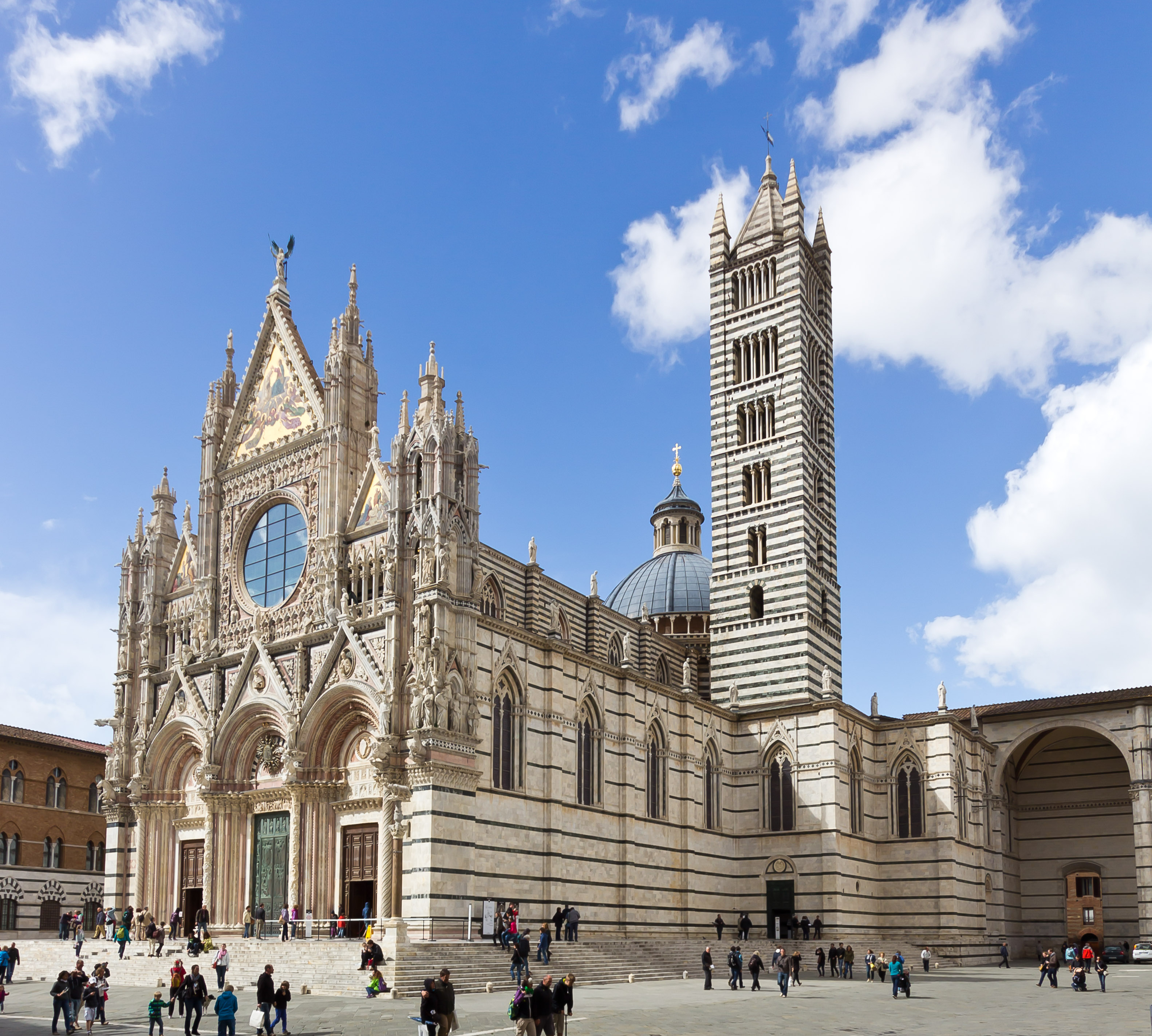
كاتدرائية سيينا
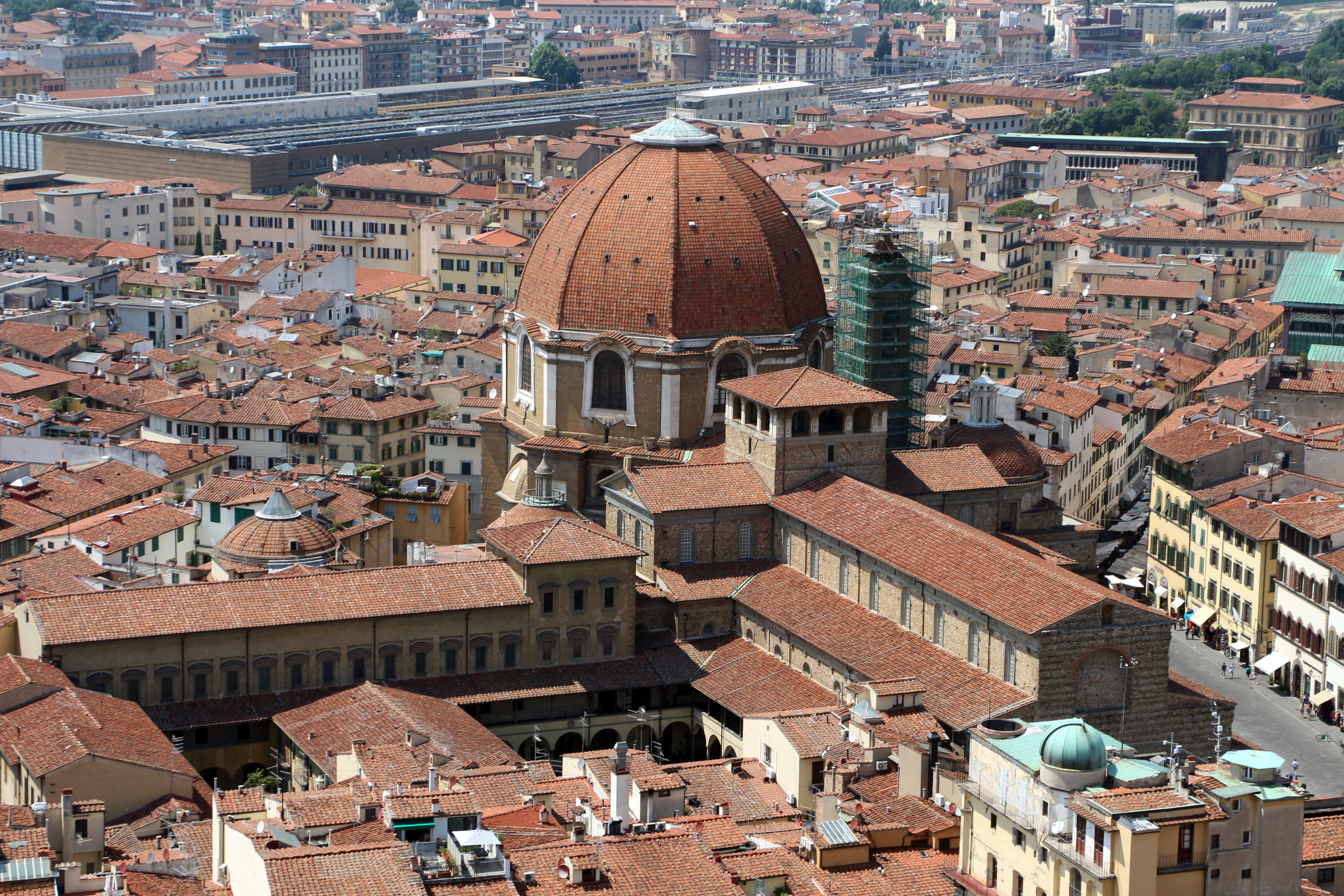
كنيسة القديس لورينزو في فلورنسا
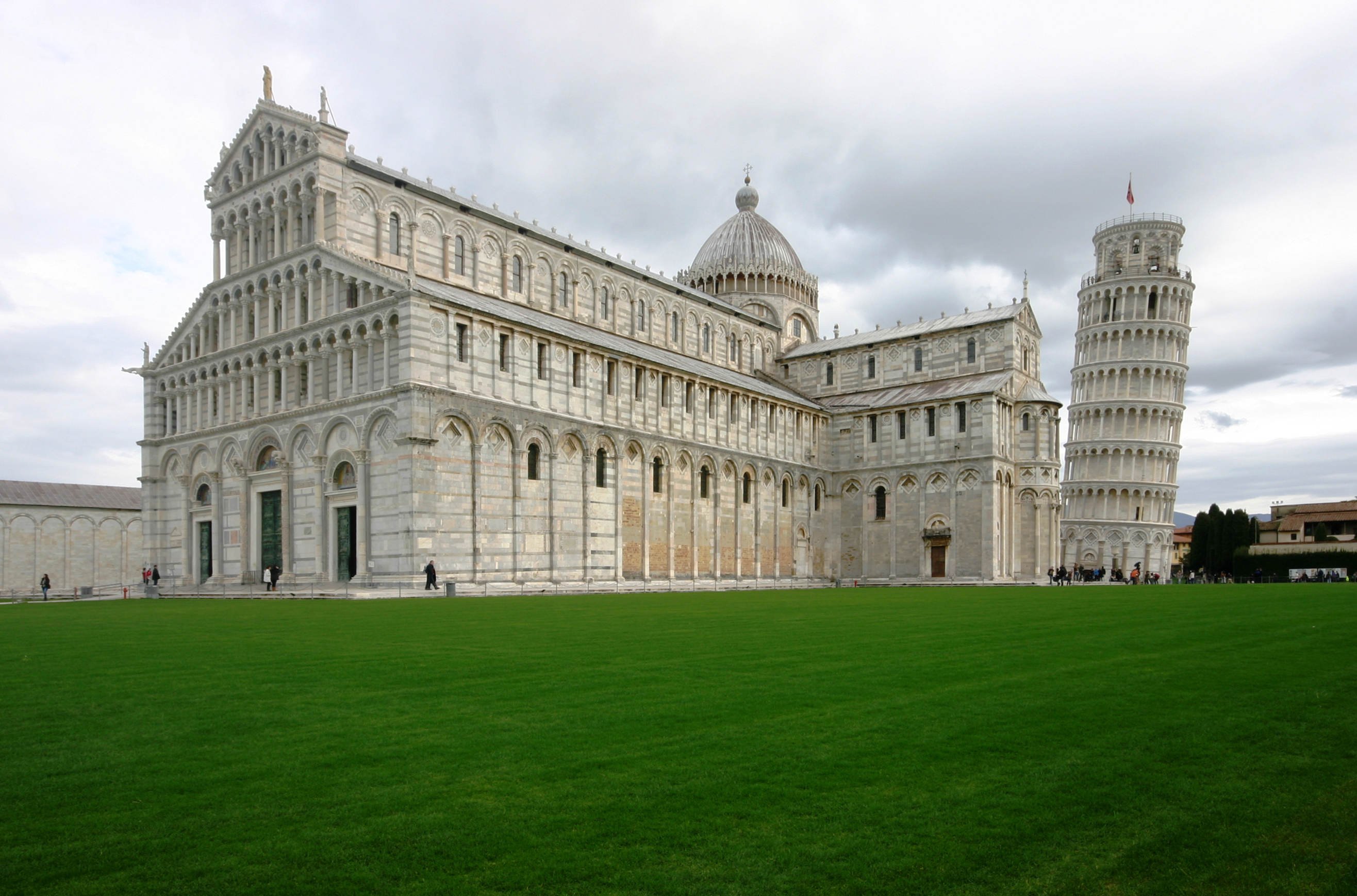
كاتدرائية بيزا وبرج بيزا المائل
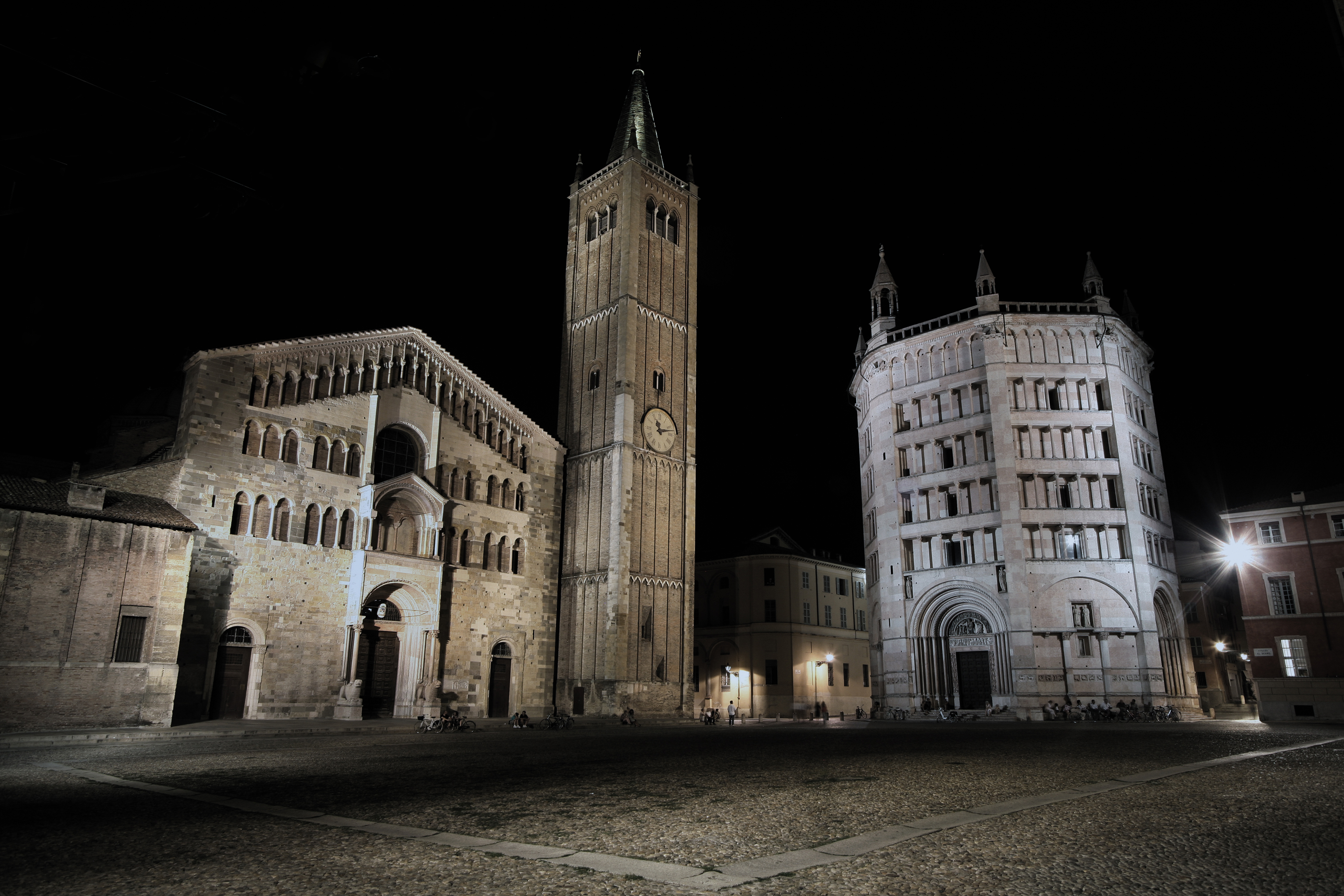
كاتدرائية بارما
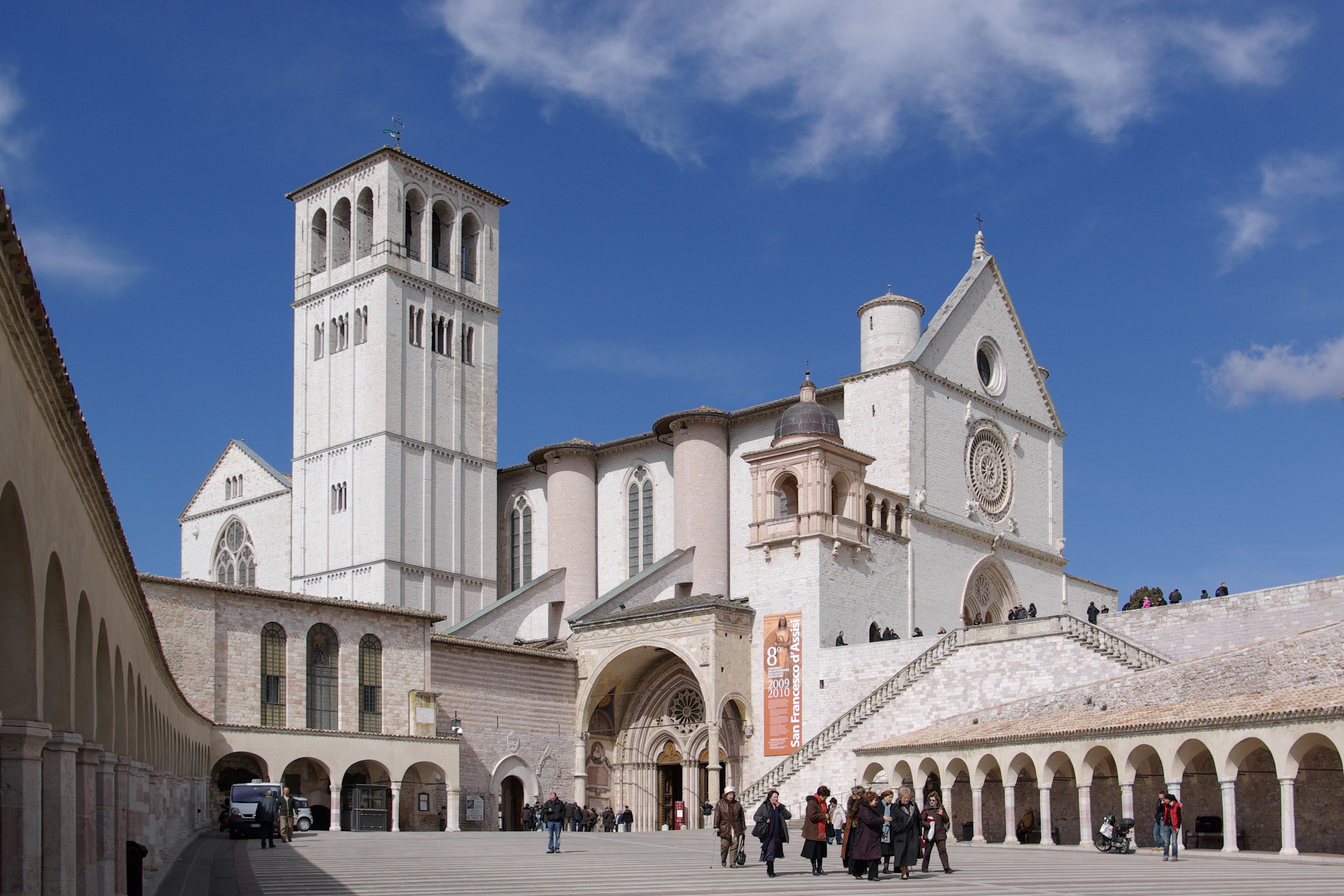
كنيسة القديس فرنسيس الأسيزي في أسيزي
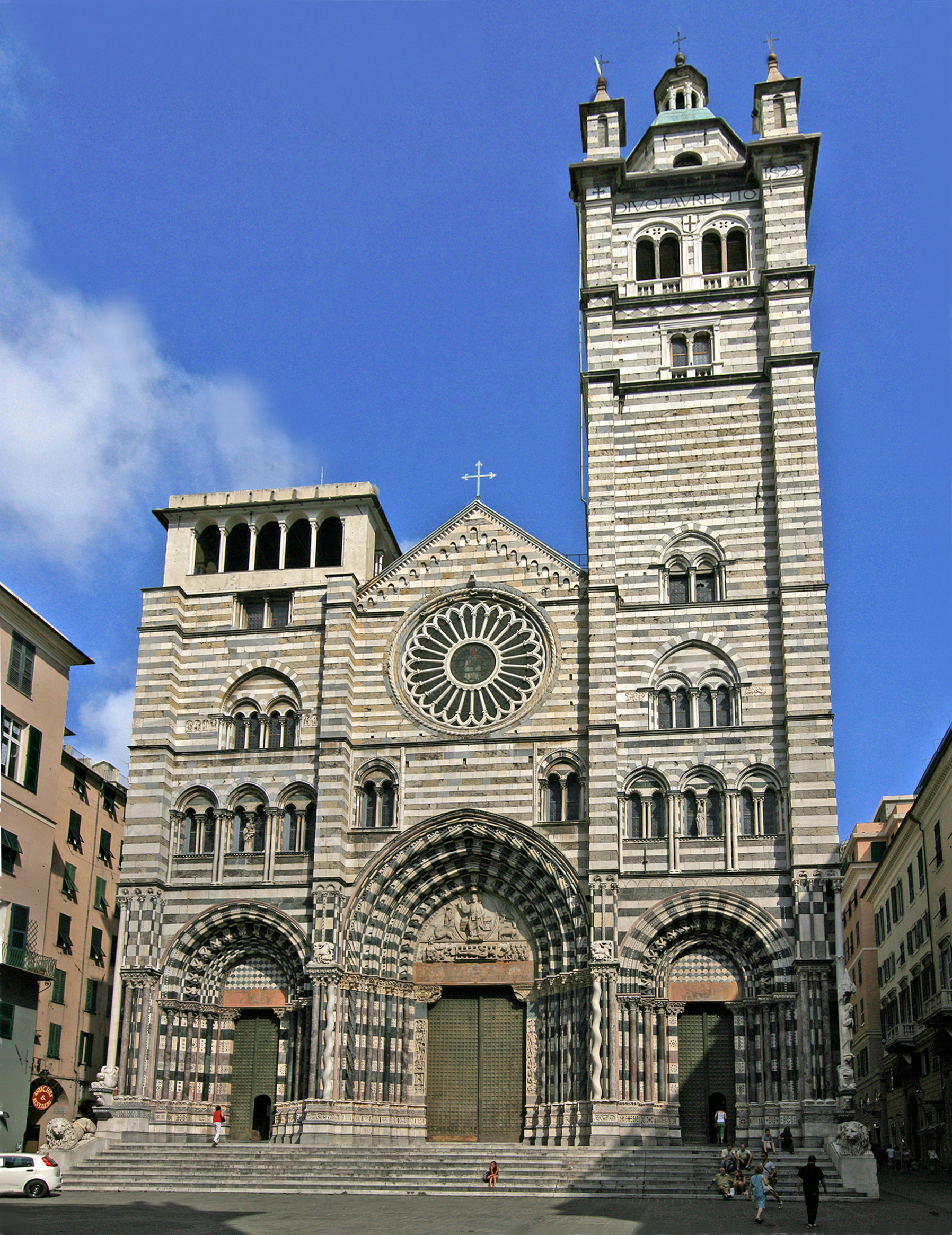
كاتدرائية القديس لورانس في جنوة
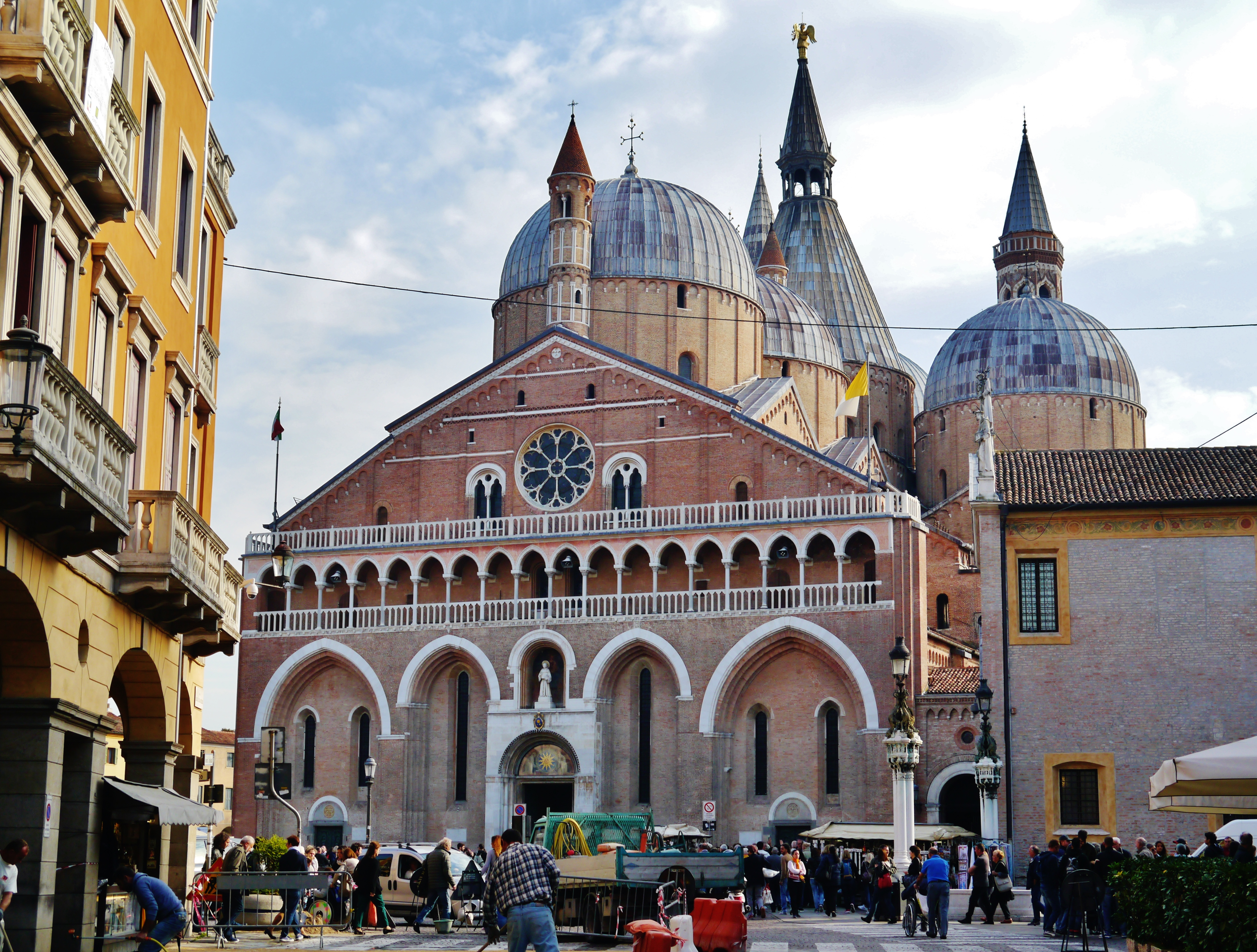
بازيليكا القديس أنطونيو من لشبونة في بادوفا
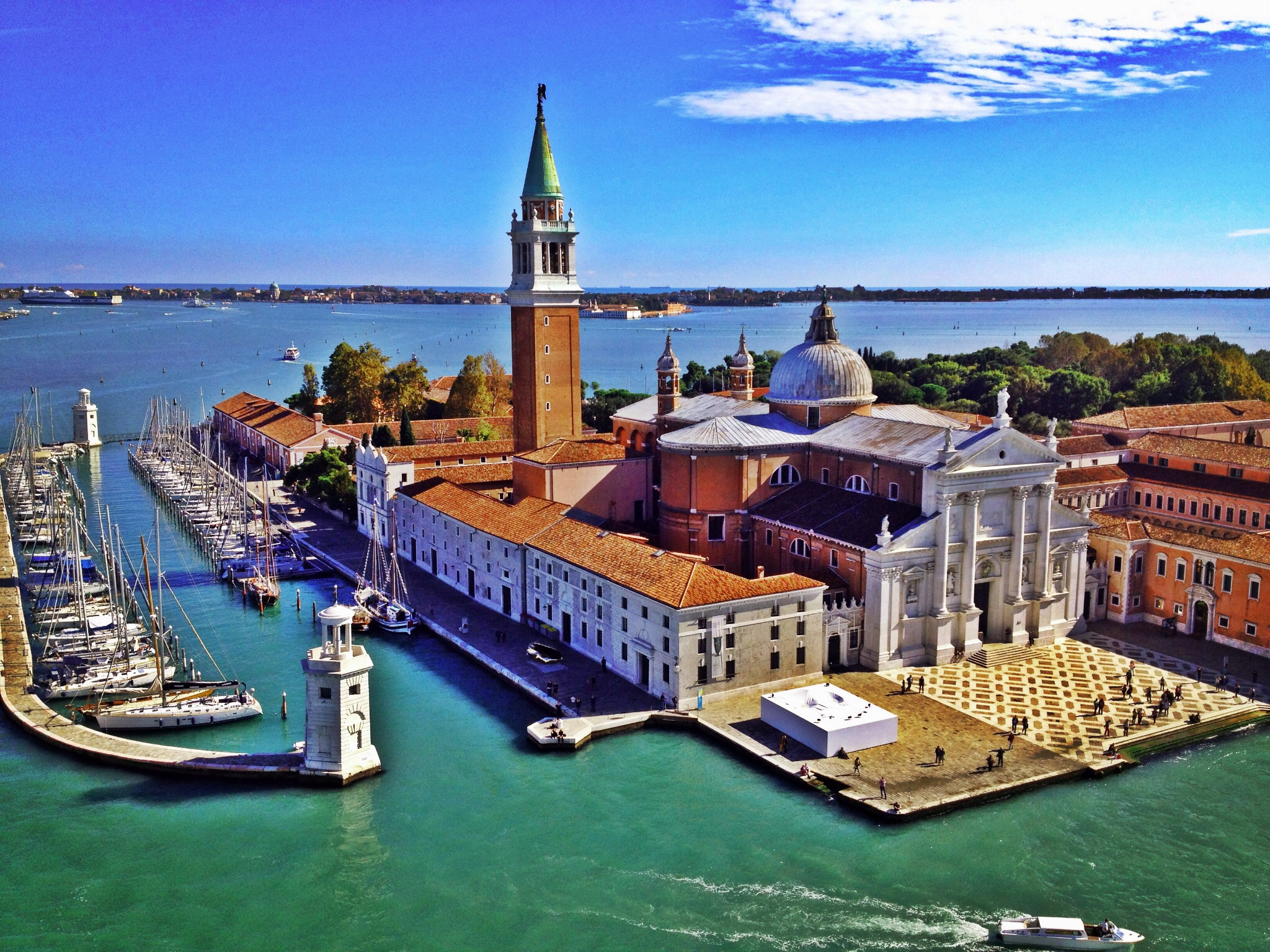
كنيسة القديس غريغوري الكبرى في البندقية
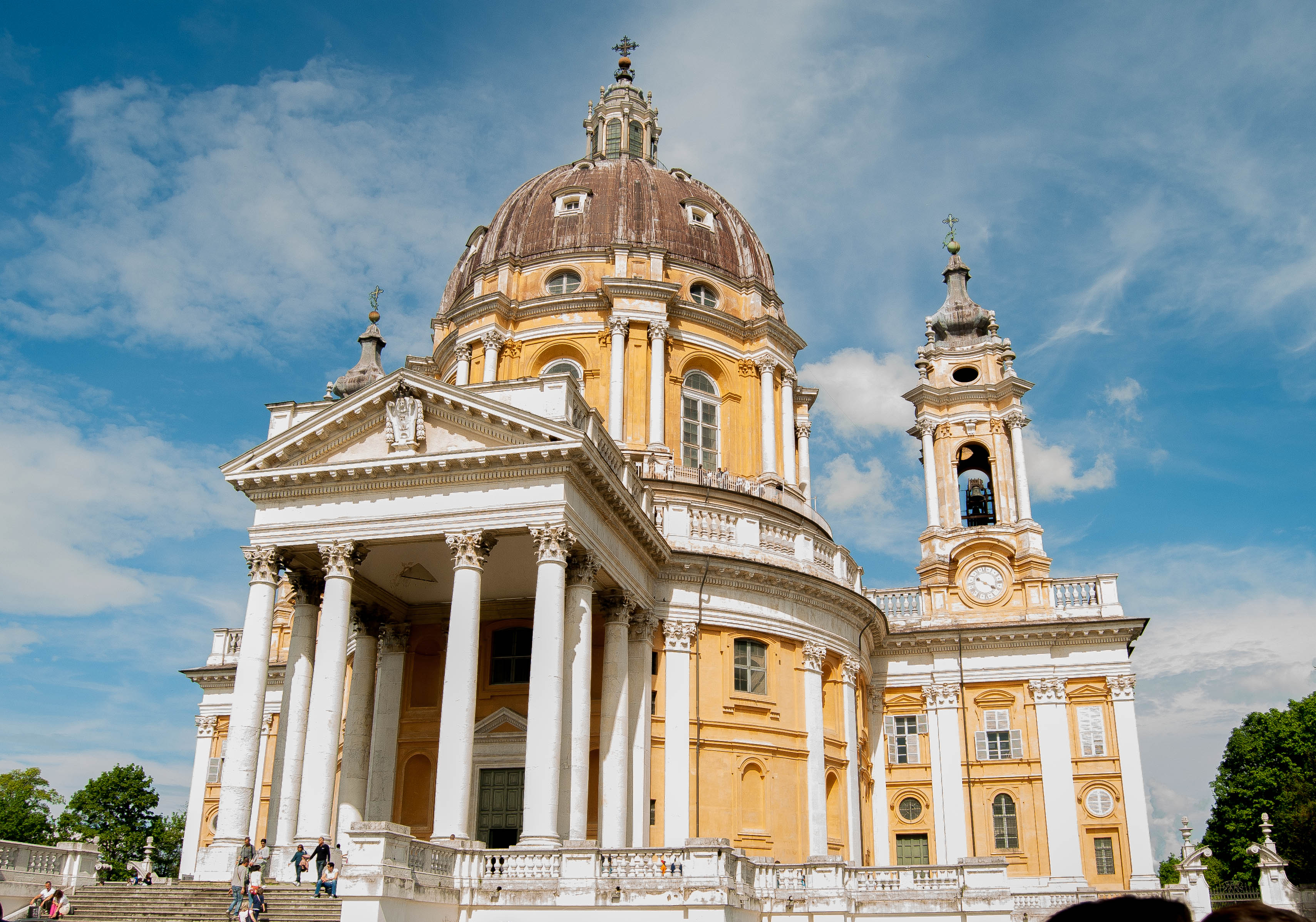
بازيليكا ميلاد السيدة في تورينو
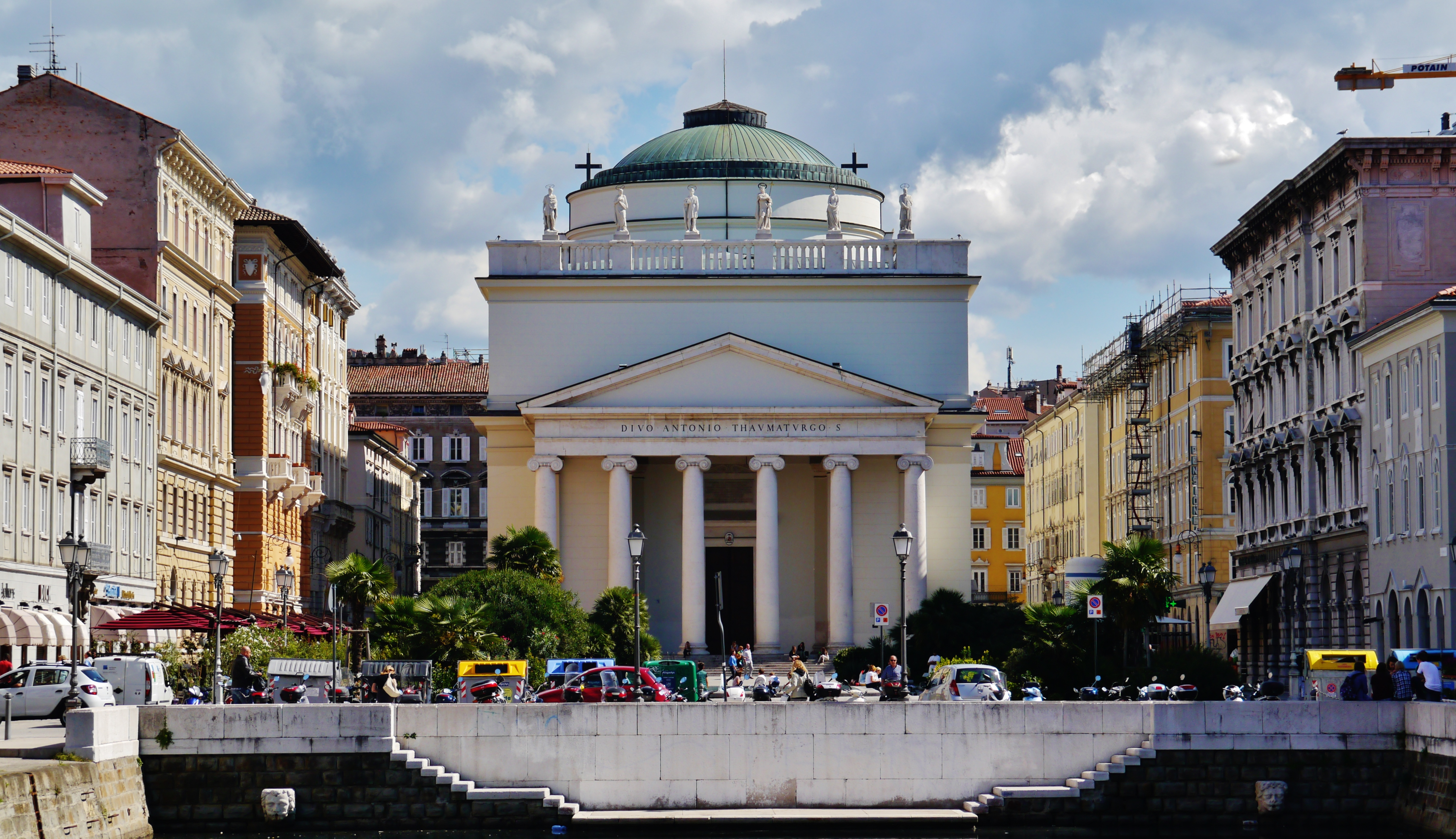
كنيسة القديس أنطونيو الجديدة في ترييستي
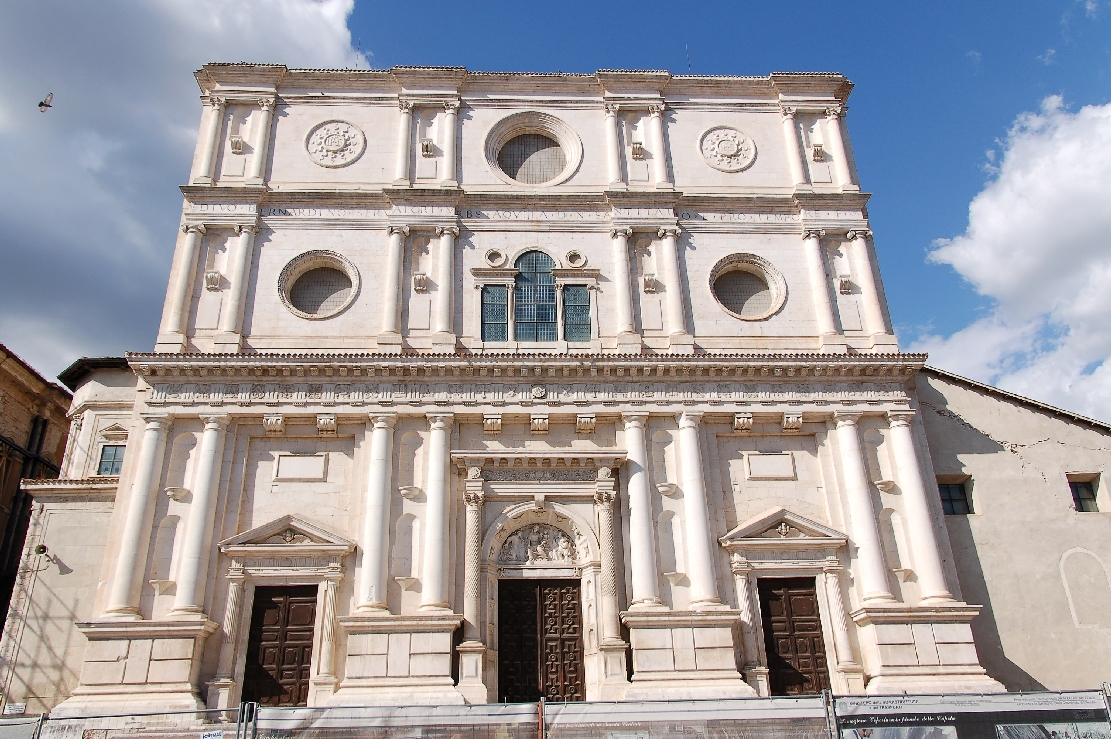
بازيليكا القديس برنارد في لاكويلا
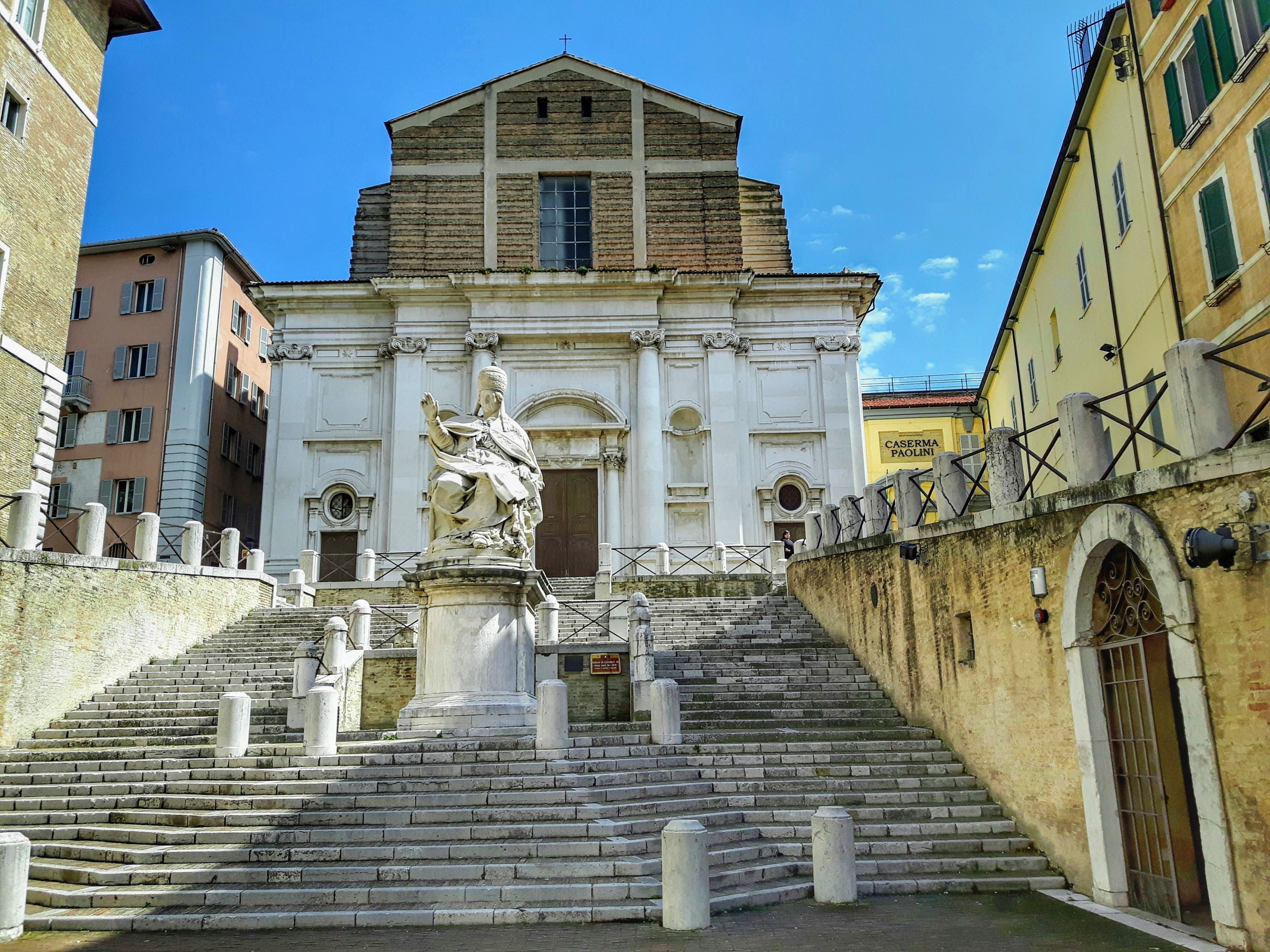
كنيسة القديس دومينيك في أنكونة
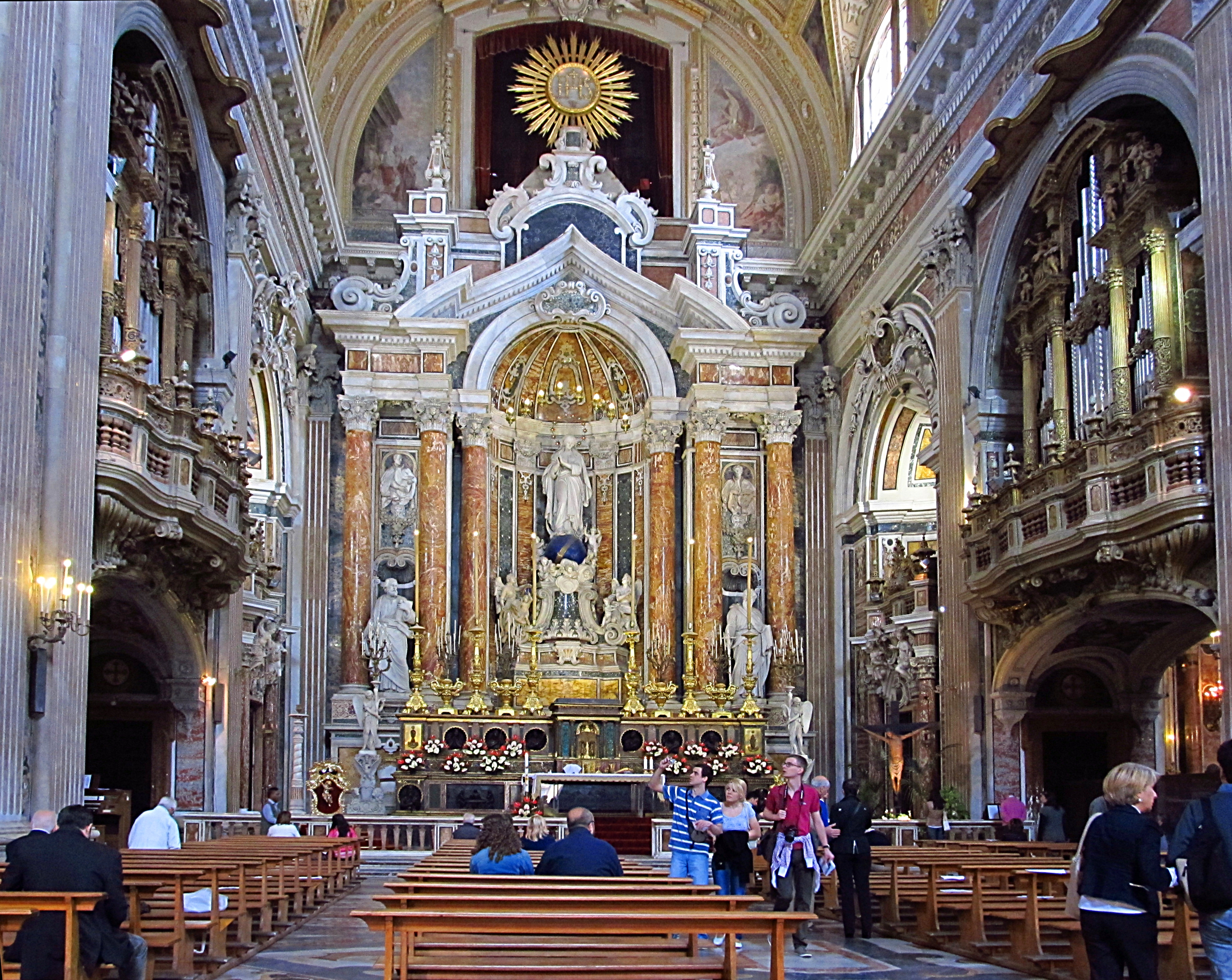
كنيسة يسوع الجديدة في نابولي
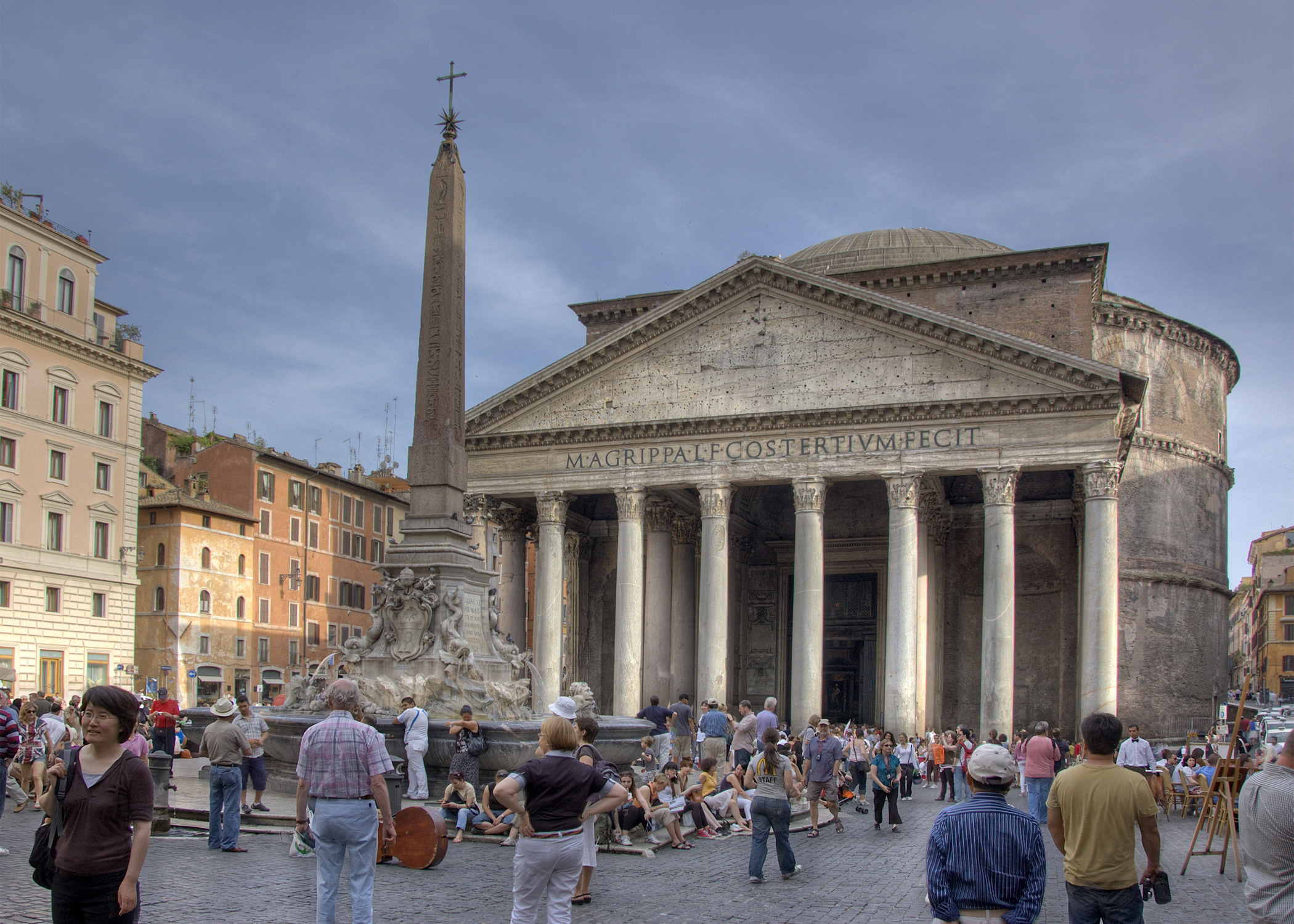
كنيسة بانثيون في روما
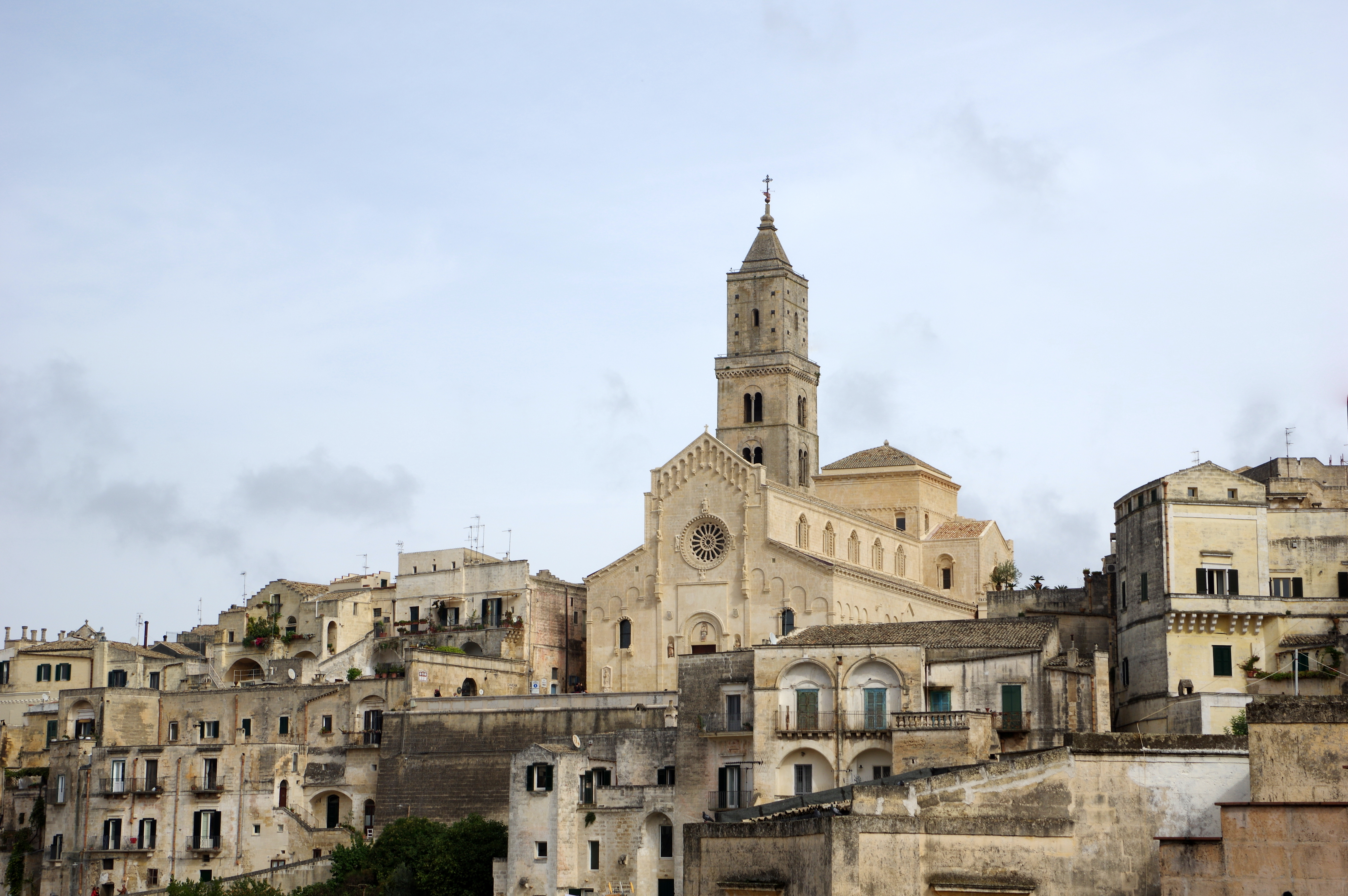
كاتدرائية ماتيرا
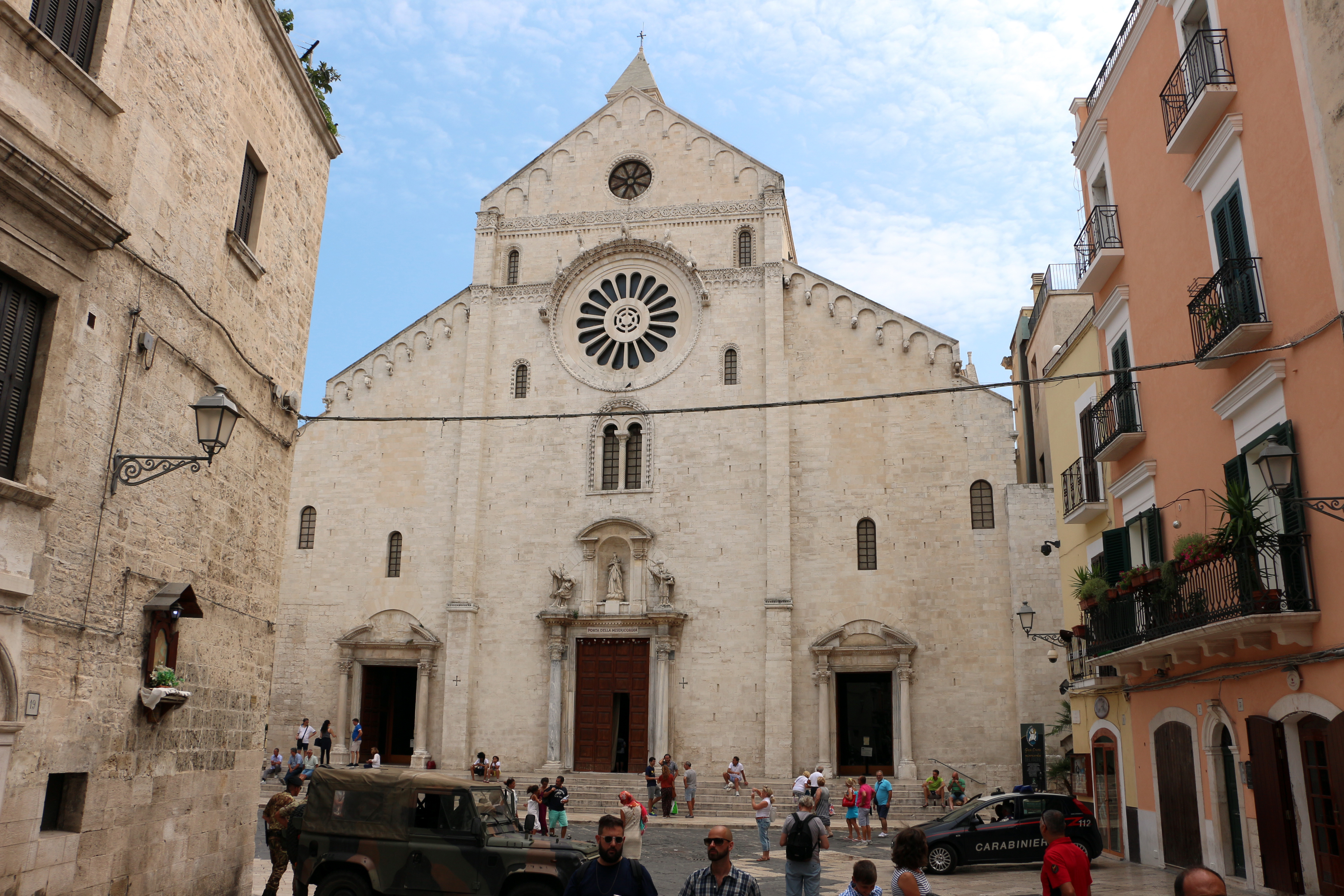
كاتدرائية باري
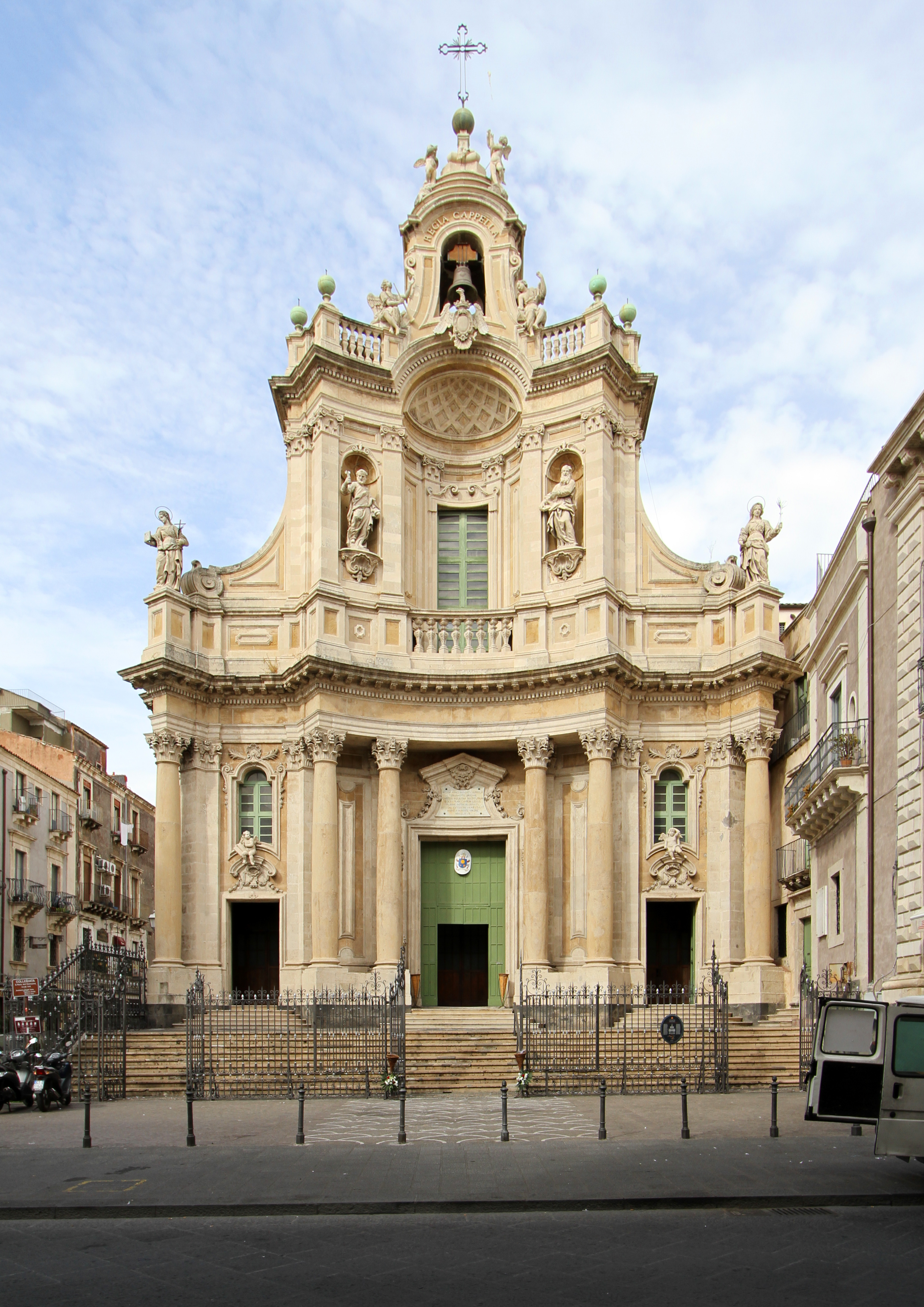
بازيليكا القديسة مريم في كاتانيا
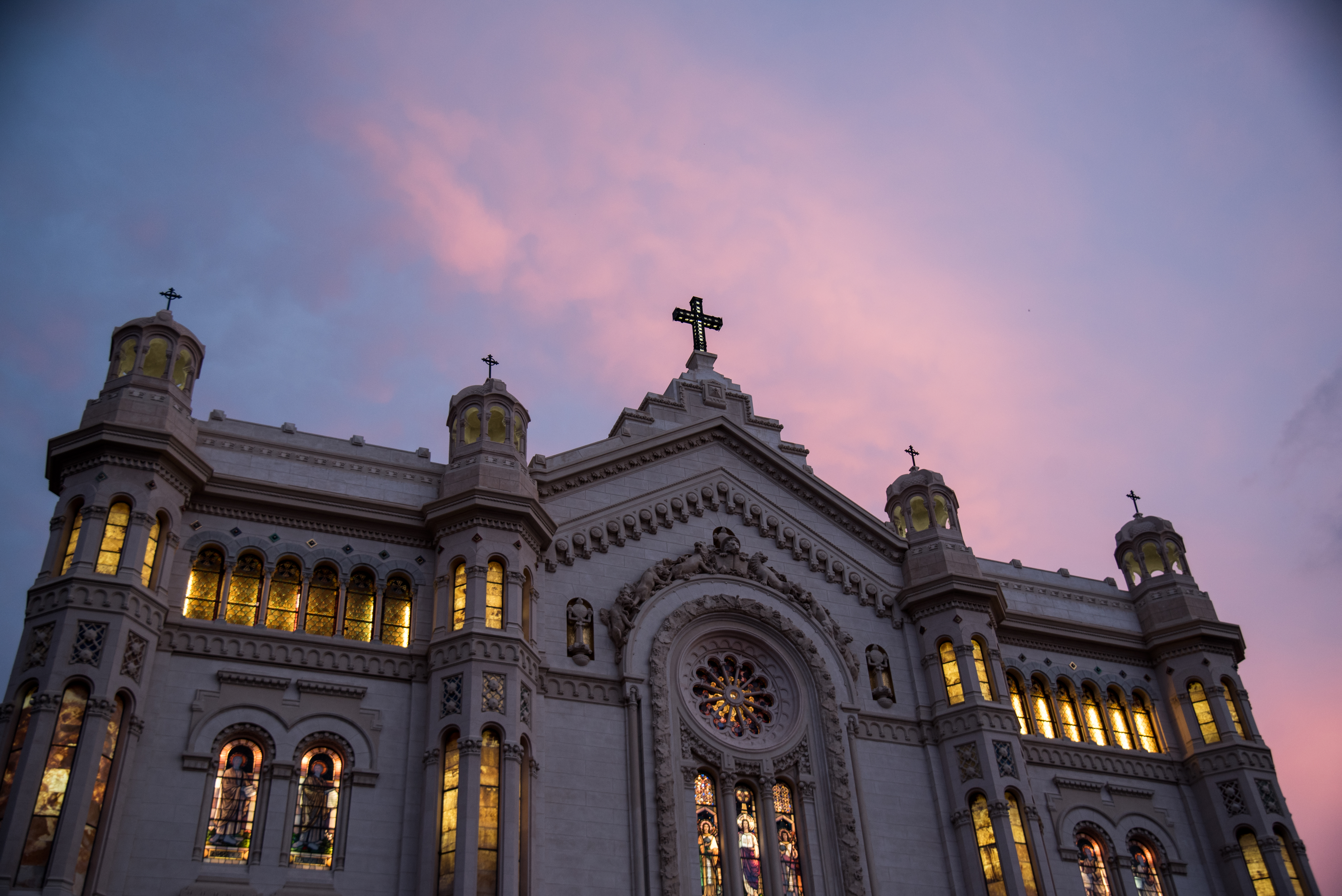
كاتدرائية ريدجو كالابريا
كنيسة مارتورانا في باليرمو
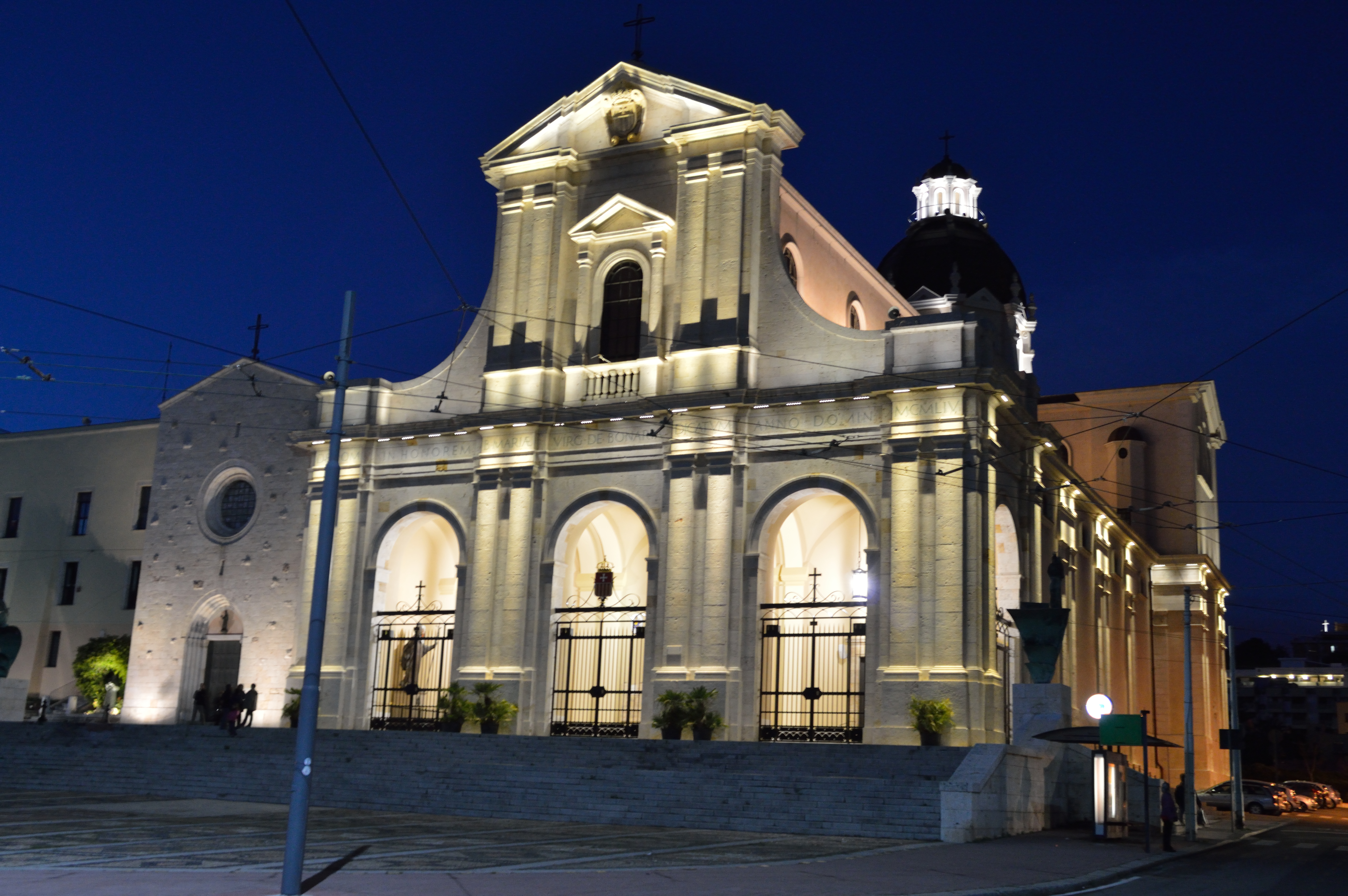
كسانتواريو ديلا مادونا دي بوناريا في كالياري